# Guerre civile soudanaise (depuis 2023)
Pour les articles homonymes, voir Guerre civile soudanaise.
Batailles
Prélude :
- Guerre du Darfour
- Révolution soudanaise
- Transition démocratique soudanaise
  - Coup d'État de 2021 au Soudan

Batailles :
- Khartoum
  - Aéroport (en)
  - Laboratoire (en)
  - Mayo
  - Banque centrale
  - Hôpital du Nil oriental
  - Usine militaire de Yarmouk (en)
- Darfour
  - Al-Genaïna
  - Nyala
  - El Fasher
  - Zalingei (en)
  - Koutoum
  - Kabkabiya (en)
  - Foro Baranga (en)
- Merowe
- El Obeid (en)
- Kadougli (en)
- Wad Madani

Crimes de guerre :
- Misterei

Crise humanitaire :
- Impact humanitaire (en)
- Crise des réfugiés
- Déportation des Érythréens (en)
- Évacuation de ressortissants étrangers (en)
  - Allemands (en)
  - Français
  - Indiens (en)

Autres :
- Chronologie (en)
- Engagements militaires (en)
- Traité de Djeddah (2023) (en)

La guerre civile soudanaise, parfois nommée la quatrième guerre civile soudanaise ou la guerre des généraux, est un conflit armé ayant débuté le 15 avril 2023 au Soudan opposant les forces armées du pays, dirigées par Abdel Fattah al-Burhan, et les Forces de soutien rapide (FSR), une force paramilitaire dirigée par Mohamed Hamdan Dogolo, alias Hemedti. Des affrontements éclatent alors dans tout le pays, principalement dans la capitale soudanaise Khartoum ainsi qu'au Darfour.
Les affrontements commencent lorsque les FSR tentent de s'emparer du pouvoir et lancent des attaques contre des sites clés du gouvernement. Des frappes aériennes, des tirs d'artillerie et des tirs nourris sont signalés dans tout le Soudan, y compris à Khartoum. Le chef des FSR, Mohamed Hamdan Dogolo, revendique le contrôle de la plupart des sites gouvernementaux, notamment le siège de la télévision d'État, le palais présidentiel, l'aéroport international de Khartoum et la résidence officielle du chef de l'armée, bien que le dirigeant de facto Abdel Fattah al-Burhan revendique également le contrôle de tous ces lieux,,. Le conflit entre les deux généraux conduit le Soudan à une quatrième guerre civile après celles de 1955-1972, 1983-2005 et 2003-2020,,,,,.
En 2 ans, la guerre a fait des centaines de milliers de morts, entraîné le déplacement de plus de 10 millions de personnes et provoqué une crise humanitaire d'une extrême gravité. La famine est déclarée en juillet dans le camp de déplacés de Zamzam, au Darfour. Plus de 25 des 45 millions de Soudanais ont besoin d’aide humanitaire pour survivre dans un contexte de pénurie chronique de nourriture et d’eau potables selon les Nations unies.

## Contexte
À la suite de son indépendance en 1956, le Soudan connaît une série de guerres civiles, de 1955 à 1972 puis de 1983 à 2005, aboutissant à la sécession du Soudan du Sud en 2011. Ces guerres sont causées et alimentées par des facteurs ethniques et religieux (le nord étant dominé par un gouvernement arabe et islamiste alors que la population du sud est majoritairement noire et chrétienne), ainsi que des tensions pour l'accès aux ressources naturelles comme le pétrole, l'or, et les terres fertiles. L'armée, soudanaise, partie prenante au conflit en cours; dirige le pays de façon quasiment interrompue depuis son indépendance.
Après la paix signée avec le Soudan du Sud en 2005, l'épicentre des affrontements se déplace vers la région ouest du Darfour en rébellion contre Khartoum depuis 2003. La répression du gouvernement d'Omar el-Bechir y est d'une brutalité telle que ce dernier est accusé de crimes de guerre et de génocide par la Cour pénale internationale qui émet un mandat d'arrêt contre lui. Deux officiers soudanais jouent un rôle de premier plan dans ces exactions : Mohamed Hamdan Dogolo surnommé « Hemetti », à la tête de la milice Forces de soutien rapide créée en 2013, est considéré comme le principal exécutant du génocide de Darfour pour le compte du président soudanais ; et Abdel Fattah al-Burhan chargé au sein du renseignement militaire de la coordination des attaques de l'armée et des milices contre les civils au Darfour.
En décembre 2018, une révolution populaire éclate au Soudan et conduit quelques mois plus tard au renversement d'Omar el-Bechir qui gouvernait le Soudan d'une main de fer depuis trente ans. Un gouvernement intérimaire est mis en place, dirigé par Abdallah Hamdok, un économiste et ancien haut fonctionnaire de l'ONU. Mais les forces armées soudanaises restent dirigées par des officiers de l'ancien régime, qui s’attribuent des postes clés au sein de ce nouveau gouvernement, craignant de perdre leurs privilèges et de rendre des comptes pour leurs crimes s'ils renoncent à leur influence sur le pouvoir politique. Un événement tragique illustrant le refus des militaires de céder le pouvoir au seul gouvernement civil est le massacre d'une centaine de manifestants pro-démocratie à Khartoum en juin 2019 par les FSR. Parallèlement, des sabotages sont même secrètement organisés par l'armée sur des installations pétrolières afin de provoquer une pénurie de carburant et de blé, qu'ils pourraient imputer à une mauvaise gouvernance du pouvoir civil. En septembre 2021 après des mois de tensions, une première tentative de coup d'État militaire est menée contre Abdallah Hamdok par des officiers liés à l'ancien régime, mais ces derniers, minoritaires dans l'armée, sont repoussés. Le mois suivant, un nouveau coup d'État militaire est mené par les généraux à la tête des deux principales forces armées du pays, Abdel Fattah al-Burhan devenu chef des forces armées soudanaises, et Mohamed Hamdan Dogolo, toujours chef des FSR. Cette tentative, réussie cette fois, met brutalement fin à la transition démocratique qui durait depuis presque trois ans au Soudan. Le général al-Burhan prend la présidence du pays et s'octroie les pleins pouvoirs, tandis que le général Dogolo en prend la vice-présidence.
Après avoir chassé les ministres civils du gouvernement – à part une brève réintégration d'Abdallah Hamdok sous l'effet de la pression internationale – les deux putschistes se retrouvent en concurrence pour imposer leur suprématie politique et militaire, mais aussi économique sur le pays. Alors que l'armée soudanaise accapare les quatre cinquièmes du budget de l’État, les FSR prennent le contrôle de plusieurs mines d'or au Soudan (celles du Darfour produisent pour plus de 700 millions d'euros par an), tandis que leurs missions de mercenariat au Yémen au service de la coalition dirigée par l'Arabie saoudite leur apporte une expérience militaire et une importante source de revenus (340 millions d'euros). Selon l'analyste géopolitique Clément Molin, la situation politico-militaire au Soudan est alors comparable au piège de Thucydide : à mesure que les FSR deviennent plus puissants, nombreux, et mobiles, l'armée soudanaise, après avoir bénéficié de leur collaboration pour son coup d'État et la répression d'opposants, se sent menacée par une puissance rivale. En conséquence de quoi Abdel Fattah al-Burhan ordonne l'intégration des FSR dans l'armée soudanaise (et donc sous son commandement) dans un délai de deux ans, ce que Mohamed Hamdan Dogolo refuse s'il n'obtient pas une place dans l'état major à la hauteur de son ambition et de l'influence politique et militaire qu'il souhaite conserver. Enfin, un certain mépris de classe caractérise les relations entre l'armée soudanaise, commandée par des officiers issus de la capitale et de l'académie militaire, et les FSR commandés par un « éleveur de chèvres » (allusion aux origines du général Dogolo) et dont le recrutement se fait en majorité dans la périphérie du pays,.
En août 2022, Mohamed Hamdan Dogolo déclare que le putsch d’octobre 2021 a « échoué à apporter le changement » et que la situation « ne fait qu’empirer ». Malgré sa responsabilité dans le massacre de Khartoum, il déplore le nombre de civils tués par les forces de sécurité et tente de se démarquer de son rival en se présentant comme un défenseur de la démocratie et du peuple soudanais. Devenu l'homme le plus riche du Soudan grâce à ses prises de contrôle prédatrices des ressources, ainsi que ses soutiens étrangers comme les Émirats arabes unis, il dépense sans compter auprès de lobbyistes pour blanchir son image, tout en supportant de plus en plus mal sa place de « numéro 2 » à la tête du pays.
En février 2023, alors qu'Abdel Fattah al-Burhan tente de consolider son pouvoir et répète qu'il ne tolérera pas que les FSR continuent d'opérer comme une force armée indépendante, son vice-président fait de nouveau part de ses regrets concernant le putsch d’octobre 2021 qu'il qualifie d'« erreur ». Khartoum est alors au centre d'un ballet diplomatique particulièrement intense : en moins d'une semaine, se succèdent dans la capitale soudanaise le nouveau chef de la diplomatie israélienne Eli Cohen (proche du général al-Burhan), des émissaires américains, français, britanniques, norvégiens, et allemands, ainsi que le chef de la diplomatie russe Sergueï Lavrov (proche du général Dogolo). La coïncidence de ces visites montre que le Soudan est un pays convoité bien que fragile, dans un monde de plus en plus polarisé par la guerre en Ukraine. Mais cette guerre d'influence internationale a pour effet d'aggraver la dislocation de la junte au pouvoir, chacun cherchant à en profiter pour conclure des alliances afin de se renforcer, au détriment du peuple soudanais ignoré par ses dirigeants. Tout en proclamant à longueur de communiqués et de réunions avec leurs interlocuteurs internationaux leur acceptation d’un retour des civils au pouvoir, les deux généraux se préparent à la guerre.
Le 12 avril 2023, la tension monte d'un cran lorsque les Forces de soutien rapide se déploient avec des blindés et des armes lourdes près des villes de Khartoum et de Merowe (en). L'armée soudanaise dénonce une mobilisation « sans l'approbation ni la moindre coordination avec le commandement des forces armées » et exige le retrait des FSR. Ces derniers temporisent en déclarant que leur déploiement n'a pas d'autre but que maintenir la sécurité et la stabilité du pays, et refusent de quitter leurs positions. Des habitants assistant à cette confrontation partagent sur les réseaux sociaux des vidéos montrant les mouvements des FSR et l’arrivée pendant la nuit de renforts de l’armée soudanaise. La guerre éclate officiellement le 15 avril lorsque les FSR attaquent l'aéroport international de Khartoum, le palais présidentiel, et plusieurs casernes militaires à proximité. C'est la première fois depuis l'indépendance du pays en 1956 que sa capitale est l’un des épicentres d'une guerre civile. La situation s'embrase au même moment à Merowe. Les deux belligérants semblent certains de pouvoir remporter une victoire rapide, ce qui précipite la guerre et sa contagion rapide dans une grande partie du Soudan.
Selon le journaliste spécialiste de l'Afrique et du Proche-Orient Vincent Hugeux, ce conflit résulte d'un mélange de haine entre deux hommes et de leur « voracité insatiable pour le pouvoir ». Déplorant que leur coup d'État ait sabordé une « formidable expérience démocratique » résultant de la révolution soudanaise, il analyse ce conflit comme une évolution inévitable entre deux généraux qui, après avoir pris le pouvoir ensemble, ne souhaitaient pas se le partager. Le New York Times dénonce l'aveuglement coupable de la communauté internationale sur la situation du pays en titrant « Les généraux soudanais ont dîné avec des négociateurs de paix, puis ont déclenché une guerre ».
Deux ans plus tard, en juillet 2025, la journaliste de Courrier international Ingrid Therwath déplore le fait qu'une « lutte de pouvoir entre deux factions rivales » soit devenue « un conflit d’anéantissement à la fois militaire, politique, et ethnique ». 

## Forces en présence

### Effectifs mobilisés
S’il n’existe pas de données officielles, des rapports convergents indiquent que le nombre de belligérants est à peu près identique avec 100 000 à 120 000 combattants dans chaque camp.
En l’absence de conscription, l’armée est composée de volontaires, dont certains sont des islamistes regroupés au sein de la Brigade Bara bin Malik ; tandis qu'à partir de novembre 2023, deux groupes armés du Darfour, le Mouvement de libération du Soudan et la Mouvement pour la justice et l'égalité, excédés par les exactions commises par les FSR, annoncent prendre part au conflit en se ralliant au général al-Burhan. Ces exactions entraînent aussi le ralliement de centaines de civils de profils variés aux forces armées soudanaises : réfugiés, miliciens tribaux, militants islamistes, et révolutionnaires. Alors qu'au début du conflit, la majorité de la population soudanaise le considère comme un règlement de comptes entre deux généraux autocrates pour le pouvoir, une part croissante, combattante ou non, prend peu à peu le parti de l'armée qui apparaît comme un moindre mal.
Les FSR réussissent à recruter des milliers de combattants grâce à leurs ressources financières importantes, mais aussi en s’appuyant sur un discours louant la figure du guerrier et la suprématie des Arabes nomades de la région. Mohamed Hamdan Dogolo aurait, après avoir réuni sous une même bannière tous les clans arabes du Darfour, étendu son recrutement au Tchad, et même au Niger. Les deux armées ont sous leurs ordres des effectifs aguerris par leur participation à la guerre du Darfour et aux guerres civiles libyenne et yéménite,. Des combattants sud-soudanais participent à la guerre dans les deux camps, plus nombreux parmi les FSR dont ils représentent environ 5 % des effectifs (soit environ 5 000 hommes), mais plus compétents, aguerris et haut gradés du côté de l'armée.
En juin 2024, un rapport de l'ONU alerte sur les recrutements croissants de combattants en République centrafricaine par les deux armées, principalement les FSR, pour qui la région centrafricaine d’Am Dafok ferait office de « plaque tournante logistique ». En décembre 2024, le journal colombien La Silla Vacía révèle que des centaines de mercenaires colombiens (jusqu'à 1800) ont été envoyés par les Émirats arabes unis dans des camps d'entrainements en Libye, en vue d'être fournis en renforts aux FSR au Soudan. Plusieurs dizaines aurait notamment été mobilisés par les FSR pour participer au siège d'El Fasher. À noter que des mercenaires colombiens ont déjà été, une dizaine d'années auparavant, recrutés par les EAU pour combattre aux côtés des FSR, sur le front de la guerre civile yéménite. En août 2025, un centre de recherche, le Center for Information Resilience confirme l’exploitation d'un vaste camp militaire par les FSR en Libye.
L'Iran et les Émirats arabes unis sont accusés d'avoir enfreint un embargo sur les armes des Nations Unies en fournissant pendant 14 mois des drones aux parties en conflit. Selon Brian Castner, un expert en armes chez Amnesty International, « Les ÉAU ont fourni à ses alliés les mêmes drones dans d'autres domaines de conflit tels que l'Éthiopie et le Yémen ». Selon ce rapport, le Front populaire pour la renaissance de la Centrafrique (FPRC) aurait pris part au conflit soudanais dès août 2023, tandis que ce groupe armé profiterait de sa liberté de circulation entre le Soudan et la République centrafricaine pour lancer des attaques dans la préfecture centrafricaine de la Vakaga.

### Capacités militaires
Andreas Krieg, chercheur au King's College de Londres, déclare en mai 2023 que les deux armées qui s'affrontent au Soudan ont « les mêmes capacités », ce qui rend la situation particulièrement inquiétante car les combats pourraient se transformer en une guerre d'usure longue et meurtrière. Les deux généraux ont accès à des moyens financiers très importants provenant des ressources naturelles du pays ou de leurs soutiens étrangers, Un seul élément pourrait avantager l'armée soudanaise : ses avions de combat, alors que les FSR n'opèrent qu'au sol. Mais une telle force est difficilement utilisable dans un environnement urbain et ne peut être décisive qu'avec des moyens de renseignement permettant de cibler précisément les objectifs à bombarder, ce dont ne dispose pas l'armée soudanaise. Au contraire, les FSR qui connaissent le terrain et sont organisées en petites unités motorisées, sont des forces agiles et rapides, pour qui il est facile d’installer et déplacer des postes de contrôle en ville.
En septembre 2023, deux représentants d'Amnesty International appellent la France et ses partenaires européens à faire pression sur un embargo international efficace des armes, parce que certains pays, dont les Émirats arabes unis, alimentent activement le conflit en livrant des armes et des munitions.
En juillet 2024, un rapport d'Amnesty International révèle les circuits d’acheminement des armes fabriquées en Chine, en Russie, en Serbie, en Turquie, aux Émirats arabes unis ou encore au Yémen, vers le Soudan et en particulier jusqu’au Darfour. Les circuits d’approvisionnement en armes, véhicules et munitions passent par les frontières libyenne, tchadienne, centrafricaine ou par la ville de Kassala, située dans l’est du Soudan, non loin des frontières érythréenne et éthiopienne. L’analyse du trafic aérien permet également d’identifier l’aéroport d’Amdjarass, dans l’est du Tchad, comme un point de passage d’armes, de munitions et de matériel médical venus des Émirats arabes unis vers le Soudan.
En août, un rapport d'Acled (en), une organisation non gouvernementale spécialisée dans la collecte, l'analyse et la cartographie de données sur les conflits, relève que l'utilisation croissante des drones étend de plus en plus le conflit au Soudan. Ces frappes aériennes visent notamment à créer un sentiment de menace constante afin d'obliger les belligérants à étendre leurs défenses et affaiblir leur capacité à supporter des attaques prolongées.
Des évaluations confidentielles, ainsi qu'un rapport financé par le Département d'État et des preuves des armes capturées au Soudan, ont suivi 32 vols entre juin 2023 et mai 2024, concluant «avec une quasi-certitude» qu'il s'agissait de transferts d'armes des ÉAU au FSR. De plus, le groupe a surveillé sept vols entre l'Iran et le Soudan de décembre à juillet.
En novembre 2024, Amnesty International révèle que des véhicules de transport de troupes Nimr, fabriqués aux Émirats arabes unis par le groupe national Edge, sont utilisés par les FSR. L'ONG déplore que ces véhicules équipées de technologies françaises comme des systèmes d'autoprotection Galix, conçus par KNDS-France et LACROIX, puissent être exportés vers le Soudan malgré un embargo de l'Union européenne et de l'ONU.

### Soutiens étrangers
D'un côté, le général Abdel Fattah al-Burhan est soutenu par l'Égypte, les États-Unis, ainsi que l'Iran et la Turquie qui lui aurait fourni des drones de combat. Des avions de combats russes, chinois et algériens, des munitions venues du Yémen ou d’Érythrée font partie du matériel militaire livré aux forces armées soudanaises.
De l'autre, le général Mohamed Hamdan Dogolo est soutenu par les Émirats arabes unis,, l'Armée nationale libyenne du maréchal Khalifa Haftar,, ainsi que par l'Éthiopie et la Russie indirectement. Le soutien de cette dernière est à nuancer, dans la mesure où si la société privée russe Wagner est bien engagée aux côtés des Forces de soutien rapide, elle n'est pas financée sur ce front par le gouvernement russe, mais par de l'or extrait des mines soudanaises contrôlées par Mohamed Hamdan Dogolo. Il s'agit donc davantage d'une collaboration entre deux milices armées privées, russe et soudanaise, qu'entre deux États. Le matériel militaire livré par Abou Dhabi aux FSR, notamment des équipement anti-aériens et des drones, serait essentiellement de fabrication chinoise et suivrait un circuit logistique complexe passant par le Tchad, la Libye, le Soudan du Sud, l’Ouganda et le port de Bosasso en Somalie.
En septembre 2023, une source du Kyiv Post, principal journal ukrainien de langue anglaise, évoque la présence au Soudan de forces spéciales ukrainiennes pour lutter contre la milice Wagner, qui au même moment participe à l'invasion russe de l'Ukraine.
Malgré l'implication de pays étrangers, l'idée d'une guerre par procuration entre les soutiens des différents camps s'affrontant au Soudan semble exagérée, car ces derniers ont davantage intérêt à préserver la stabilité du Soudan, qu’à voir leur allié local prendre le dessus. Pour preuve, la Russie envisage au bout d'un an de guerre, de changer d'alliance pour s'aligner sur son allié iranien après avoir constaté que ce dernier, fournisseur précieux de l'armée russe pour la guerre d'Ukraine, a pris le parti des forces armées soudanaises. Selon le chercheur Igor Delanoë, l'année 2024 est marquée par un net revirement de Moscou en faveur de l'armée soudanaise, allant de pair avec le déclin du groupe Wagner (initialement engagé aux côtés des FSR) depuis la rébellion de leur chef Evgueni Prigojine contre le gouvernement russe en juin 2023.
En outre, selon la chercheuse Kholood Khair, il ne peut s'agir d’une guerre par procuration où le principal moteur est étranger, puisque cette guerre a été déclenchée et menée par des acteurs soudanais. Les puissances régionales ne dirigent pas donc la guerre, mais elles l’exploitent pour faire avancer leurs propres objectifs, qui peuvent varier. Néanmoins, leurs interventions extérieure en constante augmentation prolongent et intensifient le conflit. Le directeur régional de l’International Crisis Group Alan Boswell, abonde dans ce sens en déclarant que « Si le conflit se cantonnait uniquement à des acteurs Soudanais, il serait de bien moindre intensité. Mais les deux camps n’ont aucun problème à se réapprovisionner. C’est précisément l’ampleur des soutiens étrangers qui rend la guerre imprévisible et risque de déstabiliser la région. ».
En août 2025, des mercenaires colombiens ont été identifiés dans le camp de Zamzam au Darfour, participant activement aux opérations de combat de la milice RSF. Selon la Colombie, environ 400 anciens soldats de leur armée ont été envoyés au Soudan, où ils ont intégré le bataillon Desert Wolves. Des lanceurs d'alerte ont révélé que ces soldats avaient été trompés par une société de sécurité émiratie, qui les avait initialement recrutés pour protéger des installations pétrolières, mais les a finalement déployés en tant que combattants de première ligne aux côtés du RSF.

## Déroulement

### Avril 2023

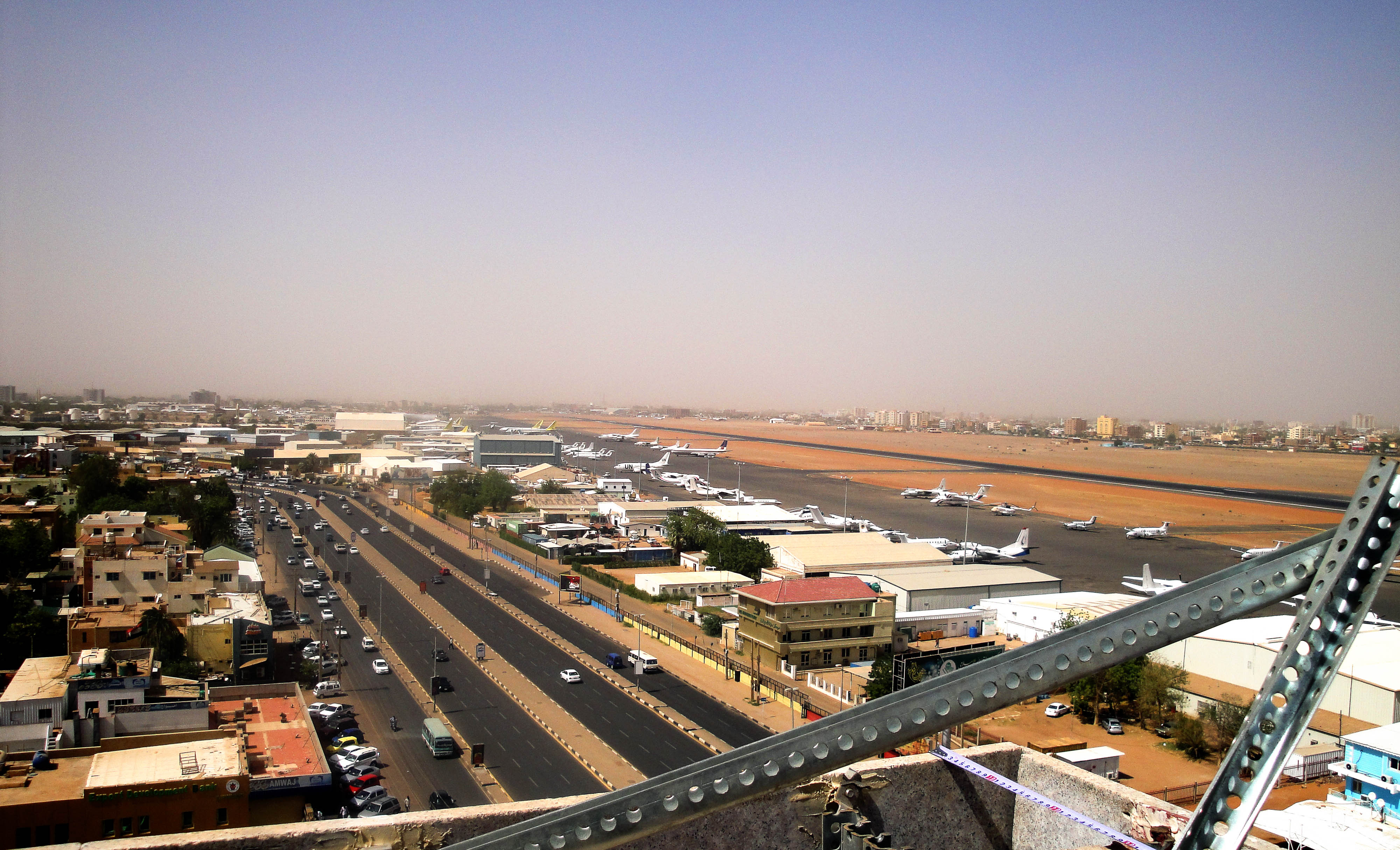
L'aéroport international de Khartoum, où les premières attaques sont signalées le 15 avril 2023, actuellement occupé par les forces de soutien rapide (FSR).

Le 15 avril 2023, des combattants des Forces de soutien rapide attaquent plusieurs camps de l'armée à Khartoum et ailleurs au Soudan. Des tirs sont également entendus à Merowe (en) au nord de Khartoum, et les affrontements se sont étendus aux quartiers de Jabra, Kafouri et Shambat à Khartoum. Les FSR affirment avoir capturé l'aéroport et la base militaire de Merowe, l'aéroport international de Khartoum ainsi que la base de Soba, la base aérienne de Jebel Aulia, infligeant des pertes aux forces armées. Des tirs auraient été entendus près du commandement général et de la résidence du général al-Burhan. Les FSR renforcent leurs positions dans l'aéroport tandis que les forces gouvernementales déploient des véhicules blindés près du palais présidentiel. Les FSR affirment avoir capturé le palais présidentiel, l'aéroport d'El Obeid (en), la maison des invités et d'autres sites dans le pays. La présence de forces armées est signalée à Omdourman.
Les forces armées affirment avoir repoussé une attaque contre le stade de Khartoum Sports City. Des affrontements se poursuivent sur le pont du Nil blanc (ar) à Khartoum. L'armée ferme tous les aéroports du pays et bombarde l'aéroport de Nyala. Les forces armées démentent également les affirmations des FSR concernant la prise de la résidence du général al-Burhan. Des affrontements à l'arme lourde sont signalés dans la ville satellite d'Omdourman. La force aérienne soudanaise est fortement impliquée dans les affrontements, en bombardant les positions rebelles, des MiG-29 de la base aérienne de Wadi Sayyidna tirent à la roquette sur les positions rebelles dans Khartoum entre autres. Des tirs d'artillerie sont entendus dans différents quartiers de la ville. Des affrontements éclatent également dans la capitale de l'État du Darfour du Nord, El-Fasher. Les forces armées affirment que les forces rebelles ont brûlé deux avions civils dans l'aéroport. Le colonel Khaled Abdullah des forces armées soudanaises déclare que 80 véhicules des forces de sécurité soudanaises ont été détruits et que les menaces des forces de sécurité soudanaises à l'intérieur de Khartoum ont été réduites. Des affrontements sont signalés au siège de la télévision d'État soudanaise. Les ponts et les routes de Khartoum sont fermés et des postes de contrôle commencent à être mis en place.
À 13 h 30 (CAT), les forces armées soudanaises affirment que le commandant des forces de sécurité dans l'État du Nil Blanc s'est rendu et que les camps de Taiba et de Soba ont été « détruits ». À l'aéroport international de Khartoum, plusieurs avions appartenant à Saudi Arabian Airlines, Badr Airlines et SkyUp Airlines, entre autres, sont endommagés, selon Flightradar24. Saudia confirme par la suite qu'un de ses avions a été la cible de tirs avant le décollage, à l'aéroport et qu'elle a évacué tous les passagers, l'équipage et le personnel vers l'ambassade saoudienne, tout comme EgyptAir, qui suspend également tous ses vols à destination et en provenance du Soudan. Les photos satellites au soir du 16 avril montrent deux Iliouchine Il-76, un Boeing 737, un Airbus A330 et un avion à turbopropulseurs totalement détruits et d'autres endommagés
Dans une interview accordée à Al Jazeera, Mohamed Hamdan Dogolo, commandant des Forces de soutien rapide, accuse Abdel Fattah al-Burhan d'avoir forcé les Forces de soutien rapide à entamer des affrontements et l'accuse de comploter pour ramener au pouvoir le dirigeant déchu Omar el-Bechir. Al-Burhan répond à ces accusations et aurait déclaré être « choqué qu'ils aient attaqué [ma] maison à neuf heures du matin », tout en affirmant que le palais présidentiel et d'autres installations gouvernementales sont sous le contrôle des FAS. À El-Fasher, de violents affrontements sont en cours avec des armes légères et lourdes, les forces rebelles tentant de s'emparer de l'aéroport et d'autres bâtiments. Les magasins sont fermés et les rues vidées.
À 14 h 30, les Forces armées soudanaises déclarent avoir pris le contrôle d'un camp à Marwi, Omdourman. Des affrontements à l'arme lourde sont également signalés dans le sud et le centre de Khartoum, entraînant une reprise des affrontements à proximité du palais présidentiel. Al-Arabiya rapporte que le siège de Sudan TV a été capturé par les FAS. Des affrontements violents ont eu lieu au stade Sport Center et au siège de l'armée de l'air.
Des affrontements sont également signalés dans la ville côtière de Port-Soudan et à Zalingei (en), dans le Darfour central. Les FSR affirment avoir capturé l'aéroport et les quartiers généraux du corps des transmissions et du corps médical à El-Fasher. À 14 h 43, le général al-Burhan affirme que l'armée contrôle le palais présidentiel, le quartier général militaire et l'aéroport.
Les forces armées affirment que les FSR se sont rendues dans les États de Gedaref et de Kassala.
À 17 h, les FSR affirment, via Twitter, avoir fait prisonniers plusieurs soldats égyptiens près de Merowe. L'Égypte affirme que ses forces militaires sont dans le pays dans le cadre d'exercices conjoints avec les Forces armées soudanaises.
Au même moment, l'armée soudanaise encercle les soldats FSR, dans la base aérienne de Merowe,.
En conséquence, les forces armées égyptiennes annoncent qu'elles suivent de près l'évolution de la situation quant à la sécurité de leurs soldats, selon le colonel Gharib Abdel Hafez, des Forces armées soudanaises. En outre, l'armée de l'air soudanaise réfute également les affirmations des FSR concernant la neutralisation des avions des SAF.
S'agissant de la présence de soldats égyptiens, au départ, aucune explication officielle n'est donnée, bien que l'Égypte et le Soudan aient une coopération militaire étendue en raison des tensions diplomatiques avec l'Éthiopie. Finalement, les forces armées égyptiennes déclarent que leurs soldats, faisant partie des forces El Sa'ka, se trouvent au Soudan pour mener des exercices avec l'armée soudanaise. Au moins un Mig-29 de la force aérienne égyptienne est détruit et deux à quatre endommagés sur la base aérienne de Merowe.
Vers 18 h, les FSR affirment que toutes les routes menant au sud de Khartoum sont fermées.
À 18 h 50, le représentant des médias des Forces armées soudanaises déclare à Al Jazeera que des vétérans à la retraite ont rejoint les Forces armées soudanaises dans leur lutte contre les Forces de sécurité nationale. Les affrontements ont également repris à Khartoum après la rupture (iftar) du jeûne (saoum) du mois de ramadan. L'armée affirme avoir capturé Nyala après des affrontements et que les FSR se soient rendues à Port-Soudan et à Kosti.
L'armée soudanaise accuse les FSR de « complot traître » contre le pays et déclare qu'elles seront dissoutes sans discussion. Elle qualifie Dogolo de criminel et émet un avis de recherche à son encontre. En outre, l'armée déclare qu'elle mènera des opérations de ratissage contre les forces de soutien rapide et exhorte les civils à rester chez eux. Le Comité de sécurité de l'État de Khartoum annonce un jour férié dans la ville pour le 16 avril « afin de préserver la vie des citoyens et leurs biens ».
Le 16 avril, l'opérateur de télécommunications MTN ferme ses services Internet dans tout le pays, sur ordre de l'autorité soudanaise de régulation des télécommunications. Le General Intelligence Service annonce la capture par les FAS d'un général de division et d'un brigadier des FSR. Un conseiller des FSR déclare qu'elles s'étaient retirées tactiquement du camp de Karari à Omdourman, tout en affirmant que 90 % de Khartoum est sous leur contrôle,.
Sudan TV interrompt également entièrement ses émissions,.
Des sources d'Al Jazeera indiquent que vers 18 h (CAT), les FAR prennent le contrôle du réseau de télévision du Nil Bleu. À Nyala, les FSR revendiquent le contrôle de la 16e division d'infanterie des Forces armées soudanaises vers 18 h 30 (CAT). Selon des résidents locaux, les combattants des FSR s'emparent de l'aéroport de Nyala après avoir capturé la base militaire la veille.
Des représentants des forces armées soudanaises et des FSR acceptent une proposition des Nations unies de cessez-le-feu entre 16 et 19 h (heure locale). L'armée soudanaise annonce qu'elle approuve une proposition des Nations unies d'ouvrir un passage sûr pour les cas humanitaires urgents, pendant trois heures, chaque jour, à partir de 16 h (heure locale). En outre, elle déclare qu'elle se réservera le droit de réagir si la FSR « commettait des violations ». Cependant, des tirs et des explosifs sont entendus pendant la durée du cessez-le-feu.
Le 17 avril, de violents affrontements reprennent à Khartoum, des tirs d'artillerie lourde ayant été entendus dans les parties nord et sud de la capitale et des combats se sont déroulés devant les portes du quartier général de l'armée. Des combats ont également lieu à Omdourman, avec l'emploi d'avions de chasse par l'armée et de missiles antiaériens par les FSR. En outre, des combats ont également lieu à l'ouest de l'aéroport de Merowe (en).
Les FSR réfutent les affirmations selon lesquelles les Forces armées soudanaises auraient repris le palais présidentiel ou auraient obtenus des gains, qualifiant les déclarations des Forces armées soudanaises de « trompeuses ». Quant aux forces armées soudanaises, elles affirment que leurs forces ont repris le contrôle du siège de la télévision et de la radio d'État soudanaises, à Khartoum, et que les transmissions vont pouvoir reprendre. En outre, elles publient une vidéo, filmée devant ce qu'elles affirment comme étant l'une des portes du complexe et déclarent qu'elles continuent de contrôler le bâtiment.
À 10 h (heure locale), les forces de sécurité affirment contrôler entièrement l'aéroport de Merowe. Dans un fil de discussion sur Twitter, le commandant des FSR appelle la communauté internationale à intervenir contre al-Burhan, affirmant que les FSR se battent contre des « islamistes radicaux ».
L'Autorité de l'aviation civile du Soudan (en) ferme l'espace aérien du pays vers 13 h. Le même jour, Sudan TV reprend ses émissions, fait confirmé les affirmations des FAS concernant leur contrôle du siège des médias à Khartoum.
L'ambassadeur de l'Union européenne au Soudan, Aidan O'Hara (en), est « agressé » chez lui, annonce le chef de la diplomatie européenne Josep Borrell.
Le même jour, les gouvernements du Kenya, du Soudan du Sud et de Djibouti expriment leur volonté d'envoyer leurs présidents au Soudan pour servir de médiateurs. Cependant, l'aéroport de Khartoum est fermé en raison des combats, ce qui rend difficile l'arrivée par avion.
Ce même jour, également, un convoi diplomatique américain essuie des tirs à Khartoum sans faire de blessés, révèle le secrétaire d'État des États-Unis Antony Blinken. Des combattants proches des FSR sont soupçonnés d'être à l'origine des tirs.
Dans la matinée du 18 avril, au moins 14 avions sont détruits dont le Iliouchine Il-62 présidentiel.
Alors qu'un cessez-le-feu était annoncé pour plus tard dans la journée, de violents combats se poursuivent à Khartoum, des avions de chasse survolant la capitale et lançant des attaques contre ce qui semble être des cibles des forces de sécurité républicaines. Ces dernières utilisent des systèmes de défense antiaérienne et de l'artillerie lourde pour repousser les attaques. Des journalistes indiquent que les soldats pénètrent dans plusieurs hôpitaux de Khartoum. Les établissements médicaux alertent sur une pénurie de personnel médical, d'électricité et d'eau. La chaîne Al Jazeera rapporte que les affrontements semblent avoir cessé dans le sud de Khartoum, mais que les combats se poursuivent dans le centre de la capitale, près du palais présidentiel et du quartier général de l'armée. À Merowe, des témoins oculaires indiquent avoir vu une colonne militaire des FSR s'éloigner du périmètre de l'aéroport de Merowe, pour se rendre à al-Multaqa, à 100 km au sud, à la suite de frappes aériennes, effectuées par l'armée la veille.
Des coquilles thermobariques sont capturées par l'armée soudanaise. Ces dernières auraient été remises aux FSR par avion par le biais des Émirats arabes unis. Les coquilles de billets à air thermobariques de 120 mm ont été fabriquées en Serbie en 2020 et ont été ensuite fournies aux EAU. Le gouvernement des EAU n'a pas commenté cette affirmation,. Les ÉAU et le groupe Wagner ont passé des accords commerciaux avec les FSR.
Le 19 avril, les combats se poursuivent à Khartoum, près du quartier général de l'armée, du palais présidentiel et de l'aéroport, avec l'utilisation d'armes lourdes. L'armée soudanaise déclare avoir été attaquée par les FSR à son quartier général. Elle déclare également avoir repoussé l'attaque et infligé de « lourdes pertes » aux FSR, tout en les appelant à se rendre, promettant la grâce aux membres qui le feraient.
L'armée soudanaise accuse les FSR d'avoir agressé des civils à Khartoum et dans d'autres régions du pays, d'avoir pillé et incendié un marché à Khartoum Bahri et de s'être déchaînées, d'avoir pillé et agressé des civils à Merowe.
À Merowe, le correspondant d'Al Jazeera indique que l'armée a repris le contrôle total de l'aéroport et que la situation revient à la normale, bien que la présence de véhicules militaires soit encore notée. Cependant, les FSR affirment qu'elles maintiennent toujours une présence dans la ville.
Le 20 avril, les 177 soldats égyptiens qui avaient été capturés par les Forces de soutien rapide à Merowe sont évacués vers l'Égypte dans la nuit.
Le 21 avril, marque l'Aïd el-Fitr et des appels au cessez-le-feu sont lancés pour permettre les célébrations. Cependant, malgré les appels à l'unité lancés par le chef de l'armée Burhan et l'annonce par Dogolo des FSR du respect du cessez-le-feu, les combats se poursuivent pour le septième jour. Des bombardements et des tirs nourris sont signalés à Khartoum, Khartoum Bahri et Omdourman, les FSR accusant l'armée d'organiser une « attaque généralisée »,. Les combats sont décrits comme particulièrement intenses le long de l'autoroute menant à Port-Soudan et dans la zone industrielle d'al-Bagair.
CNN publie une enquête qui révèle que le groupe Wagner aurait livré des missiles sol-air aux Forces de soutien rapide depuis les zones libyennes, sous le contrôle de l'Armée nationale libyenne du général Khalifa Haftar. Le groupe Wagner et les FSR démentent ces informations.
Le chef des FSR mène une guerre de propagande sur les réseaux sociaux, avec l'aide d'une équipe qualifiée, située à Dubaï et à Khartoum, alors que ses combattants sont engagés au combat contre l'armée soudanaise,.
Le 22 avril, des forces spéciales américaines sous les ordres du Commandement des États-Unis pour l'Afrique évacuent une centaine de membres du personnel diplomatique à bord de 3 hélicoptères Chinook, venus d'une base américaine à Djibouti.
Selon le général Douglas Sims, directeur des opérations de l'état-major interarmées, les forces américaines ont « pu arriver et repartir sans problème ».
D'après le sous-secrétaire d'État pour l'administration auprès du département d'État, John Bass (en), des ressortissants étrangers dont des Américains réussissent à quitter Khartoum pour rejoindre la route Port-Soudan.
L'Arabie saoudite organise une opération d'évacuation de plus de 150 personnes (ressortissants saoudiens et ressortissants de douze autres pays) dont des diplomates et des responsables étrangers, depuis Khartoum jusqu'à Djeddah. L’évacuation est effectuée par les forces navales du royaume.
Le 23 avril, les ministères des Affaires étrangères et des Armées français annoncent que la France coordonne une opération d'évacuation rapide en avion de son personnel diplomatique et de ses ressortissants ainsi que des ressortissants de l'Union européenne vers Djibouti, en lien avec ses partenaires européens et alliés, nommée opération Sagittaire.
Le Comité international de la Croix-Rouge annonce que son bureau dans la région du Darfour et un entrepôt de médicaments sont pillés.
Les FSR attaquent la prison de Kobar à Khartoum le soir et libèrent des milliers de prisonniers.
Le 24 avril, l'armée accuse les FSR d'avoir saboté le central de télécommunications de Khartoum, ce qui a entraîné une perte de service Internet dans tout le pays et une réduction de la connectivité au Tchad, dont l'infrastructure Internet est interconnectée avec le Soudan. Les FSR sont soupçonnées d'avoir attaqué les infrastructures de télécommunications pour empêcher l'armée de diffuser des programmes de Sudan TV sur Internet. Al-Arabiya rapporte que des affrontements débutent à Al-Genaïna, dans l'ouest du Darfour. Sept personnes auraient été tuées lors d'une frappe aérienne sur une zone résidentielle du quartier de Kalakla, dans le sud de Khartoum. Un cessez-le-feu de 72 heures est convenu entre les deux parties, qui doit commencer à minuit. Les FSR déclarent que l'objectif du cessez-le-feu est d'« établir des couloirs humanitaires, permettant aux citoyens et aux résidents d'accéder aux ressources essentielles, aux soins de santé et aux zones sûres, tout en évacuant les missions diplomatiques ».
Le 25 avril, malgré le cessez-le-feu, des tirs d'artillerie lourde sont signalés à Omdourman et les combats se poursuivent à Al-Genaïna, selon des sources locales. Les FSR auraient également pris la ville de Wad Banda dans le Kordofan-Occidental.
Ahmed Haroun, recherché par la Cour pénale internationale pour crime contre l'humanité et génocide au Darfour, annonce à la télévision qu'il s'est évadé dimanche, avec Ali Osmane Taha. D'autres anciens responsables de la dictature d'Omar el-Bechir, dont lui-même, s'enfuient de la prison de Kobar à Khartoum. Il serait détenu dans un hôpital militaire en raison de son état de santé, selon l'armée soudanaise.
Le 26 avril, les FSR publient une vidéo dans laquelle elles affirment contrôler la raffinerie de pétrole et la centrale électrique de Garri, à plus de 70 kilomètres au nord de Khartoum, alors que les combats se poursuivent autour de la capitale et que d'autres affrontements sont signalés au Kordofan-Occidental et au Darfour-Occidental. Des affrontements intercommunautaires sont signalés dans l'État du Nil Bleu.
Le 27 avril, les FAS lancent des frappes aériennes sur les positions des FSR autour du palais présidentiel et à Khartoum Bahri. Les combats se poursuivent également à Al-Genaïna, dans le Darfour (des hôpitaux, bâtiments publics et centres de soin sont sévèrement endommagés et pillés). Les FSR accusent l'armée d'avoir attaqué leur base, dans le quartier de Kafuri, à Khartoum Bahri.
Le président de la Commission de l'Union africaine, Moussa Faki Mahamat, appelle les pays voisins et la communauté internationale à aider les personnes fuyant les combats, exhortant les belligérants à « convenir immédiatement d'un cessez-le-feu permanent pour faciliter l'acheminement de l'aide humanitaire aux Soudanais dans le besoin ». Le coordinateur humanitaire par intérim des Nations unies au Soudan, Abou Dieng, se dit « extrêmement inquiet quant à l'approvisionnement en nourriture », appelant à « agir collectivement ».
Les combats au Soudan se poursuivent à Khartoum et au Darfour, malgré une prolongation de 72 heures de la trêve conclue entre l'armée et les paramilitaires des FSR.
Des bombardiers volant au-dessus de Khartoum ont essuyé des tirs nourris.
L'armée annonce dans un communiqué une prolongation de la trêve, conclue « sous médiation des États-Unis et de l'Arabie saoudite.

### Mai 2023
Les combats entre les Forces armées soudanaises et les Forces de soutien rapide se poursuivent, malgré un nouveau cessez-le-feu.
Le 15 mai, après un mois de combat, aucune trêve n'est conclue et des frappes aériennes ainsi que des explosions sont de nouveau entendues. Les conditions de vie deviennent difficiles : à Khartoum, les habitants sont privés d'eau et d'électricité ; au Darfour, les habitants préfèrent rester chez eux de peur de prendre une balle perdue. Après un mois de conflit, celui-ci aurait fait plus de 1800 morts et plusieurs millions de déplacés.
Des cadres de l'ancien régime d'Omar el-Bechir sont libérés de prison par des commandos vraisemblablement liés à l'armée soudanaise.

### Juin 2023
Le 3 juin, après des bombardements, les forces paramilitaires, menés par Hemetti, prennent le musée national du Soudan, situé à Khartoum sur la rive est du Nil. Les forces paramilitaires affirment vouloir préserver le patrimoine, dont des momies vieilles de 2 500 ans, ou des artéfacts remontant à la préhistoire.

### Juillet 2023
Le 3 juillet, des tirs d'artillerie lourde secouent Khartoum, tandis que l'armée soudanaise appelle les civils à s'enrôler dans ses rangs. Le 4, un avion de l'armée abattu lors d'affrontements à Khartoum. Le pilote, qui parvient à s'éjecter, est arrêté au sol par les Forces de soutien rapide.
Le 8 juillet, une frappe aérienne fait 22 morts dans la ville d'Omdourman, adjacente de Khartoum.
Le 13 juillet, l'ONU révèle que les corps de 87 personnes tuées par les forces paramilitaires et leurs alliés ont été enterrés dans une fosse commune au Darfour.
Le 20 juillet, les villes de Khartoum et d'El Obeid, située à 350 km au sud de la capitale soudanaise, sont frappées par des bombardements et des tirs d'artillerie ciblant les Forces de soutien rapide, qui répondent par des tirs de batteries anti-aériennes.
Le 23 juillet, un avion s'écrase dans l'est du pays, tuant neuf personnes, dont quatre soldats. À cette date après un peu plus de trois mois de guerre, le bilan de la guerre est estimé à plus de 4 000 morts et plus de 3,3 millions de déplacés et réfugiés : 2,6 millions de déplacés internes et 750 000 réfugiés dans les pays voisins.
Le 25 juillet, des raids aériens et tirs d’artillerie provoquent la mort d'au moins 16 civils à Khartoum. Le 27, les Forces de soutien rapide attaquent à l'aide de drones la base aérienne clé de Wadi Seidna, au nord de Khartoum, et revendiquent avoir tué « des dizaines de soldats » et détruit « trois avions de combat, des stocks d'armes, d'équipements militaires et de fournitures ».
Le 30 juillet, des paramilitaires des FSR bombardent le QG de la division blindée de l'armée dans le quartier d'Al-Chajara (sud de Khartoum). Ces derniers appellent les civils du quartier à évacuer leurs maisons, provoquant la fuite de centaines d'habitants.

### Août 2023
Lundi 7 août, des frappes aériennes et des tirs d'artillerie secouent Khartoum, où l'armée et les paramilitaires en lutte pour le pouvoir ont ordonnent l'évacuation du quartier d'Abou Rouf. L'armée y bombarde le pont de Shambat (en) pour couper l'accès à leurs rivaux des Forces de soutien rapide qui l'utilisent pour se ravitailler à Bahri, de l'autre côté du Nil.
Le 19 août, les FSR lancent l’assaut d'une base militaire stratégique au sud de Khartoum, ou sont stationnées des unités blindées. Les jours qui suivent, des communiqués sont publiés par les deux camps défendant des versions contradictoires, l'armée assurant avoir repoussé ces attaques, tandis que les FSR affirment que cette base est sous leur contrôle. Le 23 août, les combats montent en intensité autour de cette base toujours disputées entre les deux camps, dans lesquels de lourdes pertes sont rapportées de part et d'autre. Le 25, l'ONU annonce que les combats qui ont ravagé Khartoum et le Darfour, s'étendent au Kordofan voisin, et menace l'Al-Jazirah, le « grenier à blé » du Soudan, ce qui risque d'aggraver la famine provoquée par le conflit. Le 27, des roquettes tombent sur des maisons à Khartoum et font 5 victimes, tandis que des habitants ont également fait état de raids aériens sur la capitale. Le général al-Burhan est évacué de justesse de Khartoum sur une embarcation sur le Nil sous le feu ennemi, et se rend à Port-Soudan, seule ville du pays où l'aéroport international fonctionne encore, en vue d'un déplacement à l'étranger. Tandis que l'armée soudanaise doit se replier du Darfour, l’est du pays, qui borde la mer Rouge dont fait partie la ville de Port-Soudan, demeure essentiellement sous son contrôle.
Le lendemain, al-Burhan se rend en Égypte où il rencontre le président Abdel Fattah al-Sissi, son principal soutien étranger, sur la base aérienne d'El-Alamein. Le même jour, une quarantaine de personnes, en majorité des femmes et des enfants, est tuée à Nyala au Darfour deuxième ville la plus peuplée du Soudan, par des roquettes tombées sur leurs maisons lors de combats entre armée et paramilitaires.

### Septembre 2023
Les 2 et 3 septembre, des bombardements à l'aviation et à l'artillerie de l'armée soudanaise sur un quartier résidentiel de Khartoum provoquent la mort de vingt civils dont deux enfants. Le 4, le général al-Burhan effectue son deuxième déplacement à l'étranger depuis le début du conflit soudanais au Soudan du Sud, dont il rencontre le président Salva Kiir. Alors que ce voisin frontalier au sud du Soudan a été aussi la cible d'une guerre civile particulièrement meurtrière entre 2013 et 2020, ce dernier avait bénéficié d'une médiation du gouvernement soudanais, et des accords de paix ont été signés à Khartoum. Les chefs des deux États évoquent l'éventualité, en retour, d'une médiation de Djouba pour faire cesser la guerre civile au Soudan. À son retour au Soudan, al-Burhan rejoint la ville de Port-Soudan, où il reste en sécurité, présageant une installation de long terme pour en faire sa nouvelle capitale administrative en cas de partition du pays. Un scénario à la « libyenne » (post-2014 (en)) est dès lors envisagé par la chercheuse soudanaise Kholood Khair : deux gouvernements pour deux États, à l’intérieur d’un même pays. Une fausse bonne solution qui laisserait envisager une instabilité future et des conflits entre les deux camps, comme en Libye divisée entre les zones d'influences entre les gouvernements installés à Tripoli et à Benghazi. Le 7, le général al-Burhan effectue son troisième déplacement à l'étranger depuis le début du conflit au Qatar où il rencontre l'émir Tamim ben Hamad Al Thani. La semaine suivante, il enchaîne les déplacements en Érythrée, en Turquie et en Ouganda, dont il rencontre à chaque fois les chefs d'État.
Le 10 septembre, un raid aérien touche le marché de Qouro à Khartoum et fait 46 morts, l'armée est accusée de ce bombardement car étant la seule à posséder des avions mais réfute l'attaque un peu plus tard. Le 16 et 17 septembre, les FSR attaquent le QG de l'armée dans le centre de Khartoum où ils provoquent plusieurs incendies, tandis que d'autres affrontements sont rapportés dans la ville d'El Obeid, capitale de l'État du Nord-Kordofan, à 350 kilomètres au sud.
Le 21 septembre, les deux généraux s'adressent à l'Assemblée générale des Nations unies, al-Burhan en se rendant à New York, Hemeti par la diffusion d'une vidéo tournée à Khartoum. Tandis qu'Hemeti garde l'initiative sur le terrain (Khartoum étant alors quasiment intégralement sous le contrôle de ses milices), il semble néanmoins perdre la guerre de la communication. Les multiples déplacements à l’étranger de son rival lui donnent la stature d'un chef d'État, alors que lui est de plus en plus perçu comme un rebelle armé. Mais des analystes notent toutefois les incohérences d'al-Burhan dont la venue à l'Assemblée générale des Nations unies contraste avec son hostilité affichée à l'égard de la Mission intégrée des Nations unies pour l'assistance à la transition au Soudan (MINUATS), ayant déclaré en juin son responsable, Volker Perthes (en), persona non grata.

### Octobre 2023
Le 2 octobre, une cinquantaine de pick-ups armés des FSR attaquent la ville de Wad Achana à la frontière entre les états du Kordofan du Nord et du Nil Blanc, faisant fuir des milliers de civils, ainsi que les garnisons de l'armée stationnées dans cette ville, qui est prise par les FSR. Des scènes de pillages des milices armées sont rapportées par des réfugiés. Avec cette dernière prise, les FSR menacent désormais la ville de Kosti, chef-lieu du l'état de Nil Blanc, à environ 300 km au sud de Khartoum.
Le 7 octobre, un bombardement à l'artillerie lourde des FSR dans la ville de Jebel Aulia, au sud de Khartoum, provoque la mort d'au moins dix civils. La semaine suivante, les FSR prennent le contrôle d’une plateforme pétrolière, située dans la région d’al-Aylafoun, une zone localisée à environ 30 kilomètres au sud-est de Khartoum.
À la mi-octobre, au bout de six mois de conflit, alors que Khartoum est sur le point de tomber intégralement sous le contrôle des FSR, et qu'aucun des deux belligérants ne semble disposé à faire la paix, la risque de partition du pays se précise. En plus de Khartoum, les FSR sont sur le point d'achever leur contrôle du Darfour en prenant les villes de Nyala (Darfour Sud), et d'El Fasher (Darfour Nord). L’armée, quant à elle, contrôle les provinces de l’est, du nord et du sud.
Le 26 octobre, les FSR s'emparent de la ville de Nyala, capitale de l'État du Darfour du Sud et deuxième ville du pays, qui avait déjà fait l'objet de violents combats lors de la première semaine du conflit. Le frère de Mohamed Hamdan Dogolo, Abderrahim Daglo (en), commande lui-même les troupes qui chassent de cette ville la 16e division d'infanterie de l'armée, et s'emparent de cette localité stratégique cruciale pour le contrôle du Darfour.
En octobre 2023, l'ancien premier ministre Abdallah Hamdok fonde la coalition Taqaddom à Addis-Abeba.

### Novembre 2023
Le 4 novembre, alors que des pourparlers entre délégations des deux camps se déroulent à Djeddah, des tirs d'artillerie sur Khartoum provoquent la mort de 15 civils. Le 7, un important incendie se déclare dans une raffinerie de pétrole contrôlée par les FSR au nord de Khartoum ; ces derniers l’imputent à une frappe aérienne de l’armée qui a, de son côté, évoque un réservoir de carburant appartenant à la milice ayant explosé. Le 11, un pont stratégique reliant Khartoum-Nord à Omdourman est détruit, les deux camps se rejettent la responsabilité.
Le 16 novembre, deux groupes armés du Darfour, le Mouvement de libération du Soudan et la Mouvement pour la justice et l'égalité, excédés par les exactions commises par les FSR, annoncent prendre part au conflit en se ralliant au général al-Burhan. Le 21, la ville d'Ed Daein au Darfour-Oriental est prise par les FSR, permettant à ces dernières de contrôler 4 des 5 capitales du Darfour (la dernière étant El Fasher). Le 27, l'armée et les FSR échangent des tirs d'artillerie de part et d'autre du Nil entre Omdourman et Khartoum-Nord. Ces bombardements touchent des habitations civiles, et font des dizaines de victimes. Le même jour, les FSR attaquent la base aérienne de Wadi Seidna au nord de Khartoum et détruisent un avion de transport militaire C130 ainsi qu'un dépôt de munition, tandis que l'armée sous la pression des FSR, se retire d'une base à al-Muglad (en) au Kordofan-Occidental.

### Décembre 2023
Début décembre, les FSR contrôlent environ 90 % de Khartoum, et quatre des cinq capitales du Darfour, ainsi qu’une partie du Kordofan. Dans la capitale, l’armée régulière est cantonnée dans quelques bases et quelques quartiers d’Omdourman.
Le 15, les combats atteignent la ville de Wad Madani dans l'État d'Al-Jazirah au centre-est du pays, qui accueille des dizaines de milliers de déplacés depuis le début du conflit. Cette ville, située entre Khartoum, le Darfour et le Kordofan du Nord, est vitale pour le ravitaillement en munition et en carburant pour les FSR, qui tentent de prendre le contrôle de l'une des principales bases militaires du pays. Les États-Unis demandent dans un communiqué au FSR de cesser leurs attaques contre cette ville devenue un refuge pour les civils déplacés, et constituant une plaque tournante importante pour l'aide humanitaire internationale. L'ONU annonce être contrainte de suspendre son aide humanitaire à Wad Madani en raison des combats.
Le 21, après quatre jours de combat, l'armée soudanaise se retirent presque sans combattre, et la ville de Wad Madani est prise par les FSR. Certains analystes de la situation soupçonnent cette étonnante retraite de l'armée d'avoir été provoquée par l'achat de certains officiers par Hemeti. Le général al-Burhan, affaibli, réagit dans un discours dans lequel il blâme les officiers ayant abandonné leurs positions et annonce une enquête pour leur faire rendre des comptes. Dans le même temps, son rival le général Dogolo se rend à son tour à l'étranger pour y rencontrer ses parrains africains : en Ouganda, où il rencontre le président Yoweri Museveni (comme son rival début septembre), en Éthiopie, où il rencontre le Premier ministre Abiy Ahmed, et au Kenya. Selon certains observateurs, comme le général al-Burhan, qui a précédemment effectué une tournée africaine, le général Dogolo veut aussi montrer qu'il est l'homme fort du Soudan et qu’il a, lui aussi, son point de vue à partager avec les dirigeants de plusieurs pays membres de l'Igad. Il termine sa tournée africain le 31 décembre par une visite à Djibouti.
Selon l'analyste soudanaise en exil Kholood Khair, la prise de Wad Madani marque un tournant dans le conflit, mettant fin à l'éventualité jusqu'ici probable de partition du pays. Car victoire des FSR leur lève le verrou vers Port-Soudan ainsi que vers Sannar et Kosti au sud.
Mais si l'année 2023 s'achève sur un renversement de la situation en faveur du général Dogolo. une victoire rapide et totale reste difficilement envisageable pour ce dernier. Car l'armée ayant distribué des armes aux populations de la vallée du Nil ces dernières se tiennent prêtes à défendre leurs villes et leurs villages, et refuseront d'accepter l'autorité d'un général du Darfour. En outre, Dogolo a largement exploité les divisions ethniques et le suprématisme arabe pour rallier des combattants, ce qui exclue toute possibilité de soutien du reste de la population, par ailleurs excédée par sa politique de la terre brûlée.

### Janvier 2024
Le 1ᵉʳ janvier, marquant l'anniversaire de l’indépendance du Soudan, voit se tenir des discours publics des deux belligérants, chacun utilisant cette date symbolique pour se présenter comme le chef d'État légitime du pays. Tandis qu'al-Burhan accuse son rival de « détruire les infrastructures, tuer les citoyens, piller leur argent, occuper leurs maisons, violer les femmes, déplacer les habitants de leurs villages », Dogolo se pose en défenseur de la démocratie, appelle l'armée à admettre sa défaite et à « préparer un processus politique pour sortir de la guerre ».
Le 4, Dogolo continue sa tournée africaine en allant rencontrer à Pretoria le président sud-africain Cyril Ramaphosa à Pretoria.
Le 11 janvier, 30 civils sont tués dans la capitale dont 23 dans des bombardements aériens attribués à l'armée. Le 16, une ONG de protection des biens culturels, le « Regional Network for Cultural Rights », alerte sur le rapprochement des combats du site archéologique de Méroé située à 220 km au nord de Khartoum. Les autorités de l’État du Nil dans lequel se trouve ce site rapportent « une incursion des FSR repoussée par l’armée de l’air », sans faire état de potentiels dégâts.
Le mois de janvier est néanmoins marqué par une relative accalmie, coïncidant avec les rencontres de Manama dans le royaume de Bahreïn. Mais les affrontements redoublent d’intensité le mois suivant.

### Février 2024
Le 1ᵉʳ février, des combats éclatent entre l'armée et les FSR dans la ville d'El Fasher, capitale du Darfour du Nord tenue par l'armée. Les pilonnages des FSR provoquent la mort d'au moins cinq personnes et en blessent une vingtaine d'autres selon des sources locales qui ne précisent pas s'il s'agit de combattants ou de civils. Mais la sixième division de l'armée tient ses positions. Selon le chercheur Roland Marchal, d'autres acteurs armés locaux du Nord-Darfour devraient intervenir et pourrait faire peser l'issue de cette bataille. L'enjeu serait à c'est à la fois le contrôle du Darfour, contrôlé aux quatre cinquièmes par les FSR, mais aussi la posture que pourrait prendre le Tchad voisins dans ces événements puisque ces groupes armés sont essentiellement des « zaghawas », ethnie majoritaire au Tchad.
Parallèlement, des rumeurs évoquent des divergences au sein du commandement des forces armées soudanaises, concernant la stratégie à adopter pour reprendre Khartoum aux FSR. L'armée, bien qu'expulsée de la majeure partie de la capitale contrôle néanmoins toujours la ville mitoyenne d'Omdourman au nord de Khartoum, d'où une contre-offensive peut être organisée et lancée. Le général al-Buhran, en « exil » à Port-Soudan, se rend dans cette ville le 8 février pour y réaffirmer son autorité devant ses soldats face à des rumeurs de mutineries voire de « coup d'État militaire » contre lui.
Le 4 février, les télécommunications sont coupées dans la majeure partie du pays ; les deux camps se rejettent la responsabilité de la destruction de ces infrastructures.

### Mars 2024
Début mars 2024, l'armée soudanaise lance une contre-offensive pour rependre Khartoum, en commençant par Omdurdam. Les 12 et 14 mars, l'armée revendique deux victoires successives : la reprise du bâtiment de la radiotélévision nationale du Soudan, puis d'un carrefour stratégique d'Omdourman lui permettant de bloquer l'approvisionnement des FSR en armes et en nourriture venant de l’ouest du pays. En parallèle de ces avancées sur le terrain, l'armée soudanaise lance plusieurs frappes aériennes sur les positions des FSR au Darfour-Nord, notamment la ville d'El Fasher. Selon le chercheur Roland Marchal, ce début de possible reversement de situation s'explique par l'aide iranienne apportée à l'armée sous forme de livraison de drones et de formation, ainsi qu'au ralliement dans l'armée de civils inquiets de la menace expansionniste des FSR depuis leur prise de Wad Madani. Parallèlement, un autre groupe rebelle du Darfour, l’Armée de libération du Soudan, annonce son ralliement à l'armée soudanaise.
Sur le front diplomatique, des responsables militaires soudanais accusent les EAU de soutenir les forces paramilitaires, tandis que l'envoyé américain pour le Soudan, Tom Perriello exprime son « optimisme prudent » quant à la fin du conflit en cours au Soudan tout en exhortant toutes les parties à agir de toute urgence. Il reconnait le rôle d'acteurs externes dans l'alimentation du conflit et déclare que les États-Unis faisaient pression sur toutes les parties pour devenir « partenaires en paix ».

### Avril 2024
Le 2 avril, une attaque de drone visant une milice islamiste fidèle à l'armée fait au moins douze morts et trente blessés mardi dans la ville d'Atbara située à 300 km au nord-est de Khartoum sur la route de Port-Soudan.
Le 7 avril, 28 personnes sont tuées et plus de 240 sont blessées par les FSR dans un village au sud de Khartoum. Le 8 avril, Plus de 100 civils dans le Kordofan méridional, au Soudan, sont tués après que les alliés des Forces de soutien rapide ont lancé des attaques dans des villages à travers l'État.
Dans la deuxième quinzaine d'avril, les combats se concentrent autour de la ville d'El Fasher, dernière ville du Darfour sous contrôle des forces armées, dont les FSR veulent absolument s'emparer. L'ONU, les États-Unis et plusieurs organisations humanitaires alertent sur le risque d'un massacre dans cette ville qui abrite plus de 700 000 réfugiés (sur un total de 2,5 millions de résidents), par les miliciens janjawid tentés « d'achever » leur épuration ethnique de cette région soudanaise.
Parallèlement la Russie, actant que c'est l'armée et non les FSR qui contrôle la côte bordant la mer Rouge, envisage de changer d'alliance en penchant vers l'armée pour pouvoir y construire une base militaire navale comme convenu lors d'un accord signé avec Omar el-Bechir en 2017. Moscou pourrait également avoir décidé de ce changement d’alliance pour s'aligner sur son allié iranien après avoir constaté que ce dernier, fournisseur précieux de l'armée russe pour la guerre d'Ukraine, a pris le parti des forces armées soudanaises.

### Mai 2024
Début mai 2024, les combats s'intensifient autour de la ville d'El Fasher, assiégée par les FSR, qui massent un effectif de 30 000 combattants autour de la ville. Des groupes armés indépendants comme le Mouvement pour la justice et l'égalité et l'Armée de libération du Soudan, neutres au début de la guerre, font bloc autour de l'armée dont les effectifs sur place ne dépassent pas 8 000 soldats pour empêcher les FSR d'en prendre le contrôle. Forte de ces soutiens armés et populaires, celle-ci consolide ses positions et n'envisage pas de se retirer comme elle l'avait fait à Wad Madani six mois plus tôt. Mais tandis que cette coalition pro-gouvernementale organise la défense de la ville, les paramilitaires amassent des milliers de combattants, y compris parmi des milices arabes alliées.
Le 10, les FSR lancent l’assaut. Durant les deux premiers jours de combat, au moins 27 personnes ont été tués et 130 autres blessés, selon l'ONU. Le 12, l'ONU fait état de tirs à l'arme lourde et de frappes aériennes autour d'El Fasher, touchant des zones densément peuplées et faisant des dizaines de victimes parmi les civils pris au piège à la suite du blocage des routes par les FSR. Ce blocus provoque une famine dans la ville, poussant certains habitants à manger des animaux domestiques, des insectes, des feuilles, et de la terre pour survivre, tandis que certaines femmes se prostituent pour obtenir de la nourriture.
Le 16, les FSR réussissent à s’infiltrer dans certains quartiers, provoquant une riposte de l'armée par des bombardements ; plusieurs obus tombent sur des maisons, dont une école qui abrite des déplacés. Mais les FSR sont rapidement stoppés grâce à une défense organisée en coopération entre l'armée, les groupes paramilitaires pro-gouvernementaux, et la population quasiment exclusivement de l’ethnie Zaghawa, très hostile aux tribus arabes. Le 20, dix jours après leur assaut, la progression des FSR reste contenue et limitée à la périphérie de la ville. Le 26, Médecins sans Frontières annonce un bilan d'au moins 134 morts depuis deux semaines, dont un de ses employés gardien d'une pharmacie, tué dans un bombardement. L'ONG annonce également avoir soigné 979 blessés au Southern Hospital, seul établissement hospitalier à être encore opérationnel dans la ville assiégée.
Sur la plan diplomatique, à la fin de mois de mai, le général Yassir al-Atta, commandant en chef adjoint de l'armée, annonce dans une interview une coopération militaire et économique avec Moscou, incluant un projet de base en échange de la fourniture d'armes et de munitions.

### Juin 2024
Dimanche 2 juin, l’armée soudanaise stationnée aux environs de Khartoum reprend les bombardements contre plusieurs positions des FSR regroupés près de la raffinerie de pétrole Jaili, au nord de la capitale. Sur le front d'El Fasher, des échanges de tirs d'artillerie ont également lieu à l'est de la ville, mais sans faire évoluer la ligne de front. Le 5 juin, les Forces de soutien rapide prennent d'assaut le village de Wad Al-Noora dans l'État de Gezira et tuent près de 180 villageois, dont 35 enfants,,. Le massacre de Wad Al-Noura, résultant essentiellement de tirs d'artillerie des FSR, est condamné par l'Union africaine. Le nombre présumé de morts en ferait le plus grand massacre de victimes civiles en l'espace de quelques heures, depuis le début de la guerre.
Le 7, des militants pro-démocratie soudanais ont fait état d'environ 40 morts et 50 blessés causés par des tirs d'artillerie menés la veille par les FSR sur Omdourman, récemment reprise par l'armée. Le lendemain, les FSR attaquent la base militaire Wadi Sydna à Karari avec six drones, tandis que l'armée annonce avoir abattu un autre drone, au-dessus de l'État du Nil blanc, avant qu'il puisse lancer sa charge explosive. Le même jour, l'ONG Médecins sans Frontières rapporte que le seul hôpital opérationnel d'El Fasher est contraint de cesser son activité et d'évacuer son personnel après avoir été pris d'assaut par les FSR.
Le 11, dans un message vidéo, le procureur de la Cour pénale internationale Karim Khan appelle à la coopération de tous les acteurs de la société civile pour enquêter sur les crimes commis au Darfour en documentant les exactions commises par les deux camps. Cette déclaration suggère qu’un génocide pourrait être à l’œuvre dans la région.
Le 14, MSF annonce un bilan de 226 morts dans les combats d'El Fasher, un chiffre probablement sous-estimé, tout en décrivant une « situation chaotique » où les habitants ne peuvent plus se déplacer pour des soins d'urgence en raison des affrontements, frappes d'artillerie et bombardements aériens. Le 20, les FSR s'emparent de la ville et capitale du Kordofan-Occidental, Al-Fulah. Le 24 juin, les FSR étendent leurs offensives à l'État de Sannar, dont ils prennent la capitale, Singa, le 29. La guerre étendue à cet état à forte production agricole menace d'aggraver la famine au Soudan (en), et entraîne des dizaines de milliers de réfugiés supplémentaires. Les FSR bloquent les routes reliant le Sannar au reste du pays, empêchant les livraisons de denrées agricoles mais aussi les civils de partir pour échapper aux tueries et aux exactions des paramilitaires.

### Juillet 2024
Début juillet, malgré des changements sur la ligne de front, les deux camps sont très affaiblis par ces quinze mois d'une guerre qu'ils pensaient tous deux pouvoir remporter rapidement lorsque celle-ci a éclaté. Les FSR gardent néanmoins l’initiative des offensives à travers le pays. Mais les FAS conservent la maîtrise des airs (bien que cela fasse peu de différence dans les combats), ainsi leurs places fortes dans l’est du pays, dont les villes sont quadrillées de soldats et de points de contrôle. En plus de leur efficacité au combat, les FSR dominent les FAS grâce à leurs importantes ressources financières qui leur permettent d'acheter l’allégeance de chefs tribaux arabes, tandis que l'armée parvient à rallier d’anciens mouvements rebelles, de milices islamistes et des brigades de « résistance populaire (en) » recrutées parmi les civils. Mais pour ces deux camps, le risque est la fragmentation et la « milicisation » de leurs forces sur des bases ethniques. En outre, à mesure que la guerre se poursuit, les chaînes de commandement s’effritent et de multiples tensions apparaissent de part et d’autre, y compris au sein des FSR dont on apprend que le chef, le général Dogolo, est parti depuis janvier aux Émirats arabes unis d'où il continue de donner des ordres. Ce dernier, comme son ennemi le général Al-Bahran, dépend de plus en plus de ses parrains étrangers pour continuer la guerre.
Le 4 juillet, les FSR revendiquent la prise de contrôle de la base militaire de Miram, dans l'État du Kordofan-Occidental, à 60 km de la frontière du Soudan du Sud, Le même jour, une source locale annonce la mort, par noyade, de 25 civils dans le renversement de leur embarcation alors que ces derniers traversaient le Nil Bleu dans l'État de Sannar.
La bataille d'El-Fasher se poursuit par à-coups tout au long du mois de juillet, sans que la ville tombe, mais des massacres sont perpétrés par les assaillants. Entre le 27 et le 29 juillet, 65 civils (43 enfants, 13 femmes et 9 hommes) sont tués dans les bombardements des FSR qui touchent « les hôpitaux, les logements, les mosquées et les marchés ». Ces dernières utilisent des canons et des drones pour leurs bombardements. Selon le gouverneur du Darfour, Minni Minnawi, ces bombardements ont eu lieu « après qu'Abdelrahim Dagalo (en) ait apporté il y a deux jours un système de missiles via Geneina ». Le 30 juillet 2024, Abdel Fattah al-Burhan échappe à une tentative d'assassinat menée par un drone alors qu'il visitait une base militaire à Gibet, qui fait néanmoins cinq morts.

### Août 2024
Le 1er août, un rapport appuyé par l'ONU indique que le camp de déplacés de Zamzam, près de la ville assiégée d'El Fasher, est « confronté à la famine ». Le 3 août, un bombardement d'artillerie des Forces de soutien rapide tue 23 civils à El Fasher. Le 4 août, l'aviation soudanaise pilonne le camp de Zamzam « avec des avions de chasse », blessant quatre enfants et détruisant 20 maisons. Le 5 août, au moins cinquante-trois personnes sont tuées et soixante autres blessées lors de raids des FSR dans plusieurs quartiers d'El Fasher et de l'État de Gezira. Le 14, des pourparlers de paix débutent à Genève sous médiation américaine, mais l'armée refuse d'y participer, contrairement aux FSR. Le 16, ces derniers lancent toutefois une attaque dans le village de Jalgini dans l'État de Sannar dans le sud-est du pays, qui fait environ 80 morts.
Le 27, un communiqué du comité local de résistance d'el-Fasher, un groupe prodémocratie, indique que des « tirs délibérés des paramilitaires » des FSR « sur le marché et la place » du « camp de déplacés d'Abou Chouk » ont fait « moins 20 morts et 32 blessés ».

### Septembre 2024
Le 4 septembre, les FSR attaquent la base de l'armée soudanaise de Hattab située dans la ville de Bahri qui jouxte Khartoum au nord. Le 7, l'armée soudanaise riposte avec des tirs d'artillerie et des frappes aériennes. Ces combats poussent à la fuite des centaines d'habitants. Le 6, des experts de l’ONU mandatés par le Conseil des droits de l'homme, réclament le « déploiement sans délai » d’une force « indépendante et impartiale » afin de protéger les populations civiles. Le 8, le gouvernement soudanais rejette cette demande, accuse les FSR d'être responsables des crimes de guerres commis contre les populations civiles, et déclare que le rôle de l'ONU devrait être de « soutenir le processus national plutôt que de chercher à imposer un mécanisme extérieur différent ». Le 9, on apprend que des tirs attribués aux FSR ont causé la mort de 21 personnes sur un marché de Sannar dans le sud-est du pays.
Le 12, les FSR lancent une grande offensive sur El Fasher et parviennent, au prix de lourdes pertes dans leurs rangs, à s’infiltrer par le sud de la ville et à s'approcher du quartier général de l'armée. Tandis que les combats se répandent dans la ville, des centaines de milliers de civils s'y retrouvent menacés dans l'impossibilité de fuir, selon la sous-secrétaire générale de l'ONU pour l’Afrique, Martha Pobee. D'autres fuient en masse, à pied, sur la route reliant El Fasher au camp de déplacés de Zamzam, en proie à la famine. Ceux qui restent dans la ville profitent de chaque accalmie dans les combats pour tenter de trouver à manger.
Le 26, alors que les alertes de l'ONU et de l'Union africaine se multiplient sur la dégradation de la situation humanitaire à El-Fasher, les forces armées soudanaise lancent vers 2 h du matin une grande offensive sur Khartoum, contrôler en majeure partie par les FSR. Des habitants font état de tirs d'artillerie intenses et de bombardements aériens concentrés sur le centre de la ville. Selon une source militaire, l’armée prend le contrôle de deux ponts stratégiques, le pont du Nil blanc (ar) et le pont McNimir, qui séparent les parties de la capitale tenues par l'armée de celles contrôlées par les paramilitaires. L’armée aurait également progressé dans un quartier de Bahri au nord de la capitale. C’est la première offensive majeure de l'armée depuis quatre mois pour essayer de reprendre du terrain dans Khartoum, et sa première avancée significative depuis la reprise en février d'une partie d’Omdurman, ville adjacente à la capitale intégrée à son agglomération. Avec cette offensive, les FAS tentent de désenclaver leurs unités retranchées depuis des mois dans le quartier général de l’armée et l’université de Khartoum, au nord de l’aéroport.
Ces combats surviennent alors que le général Abdel Fattah al-Burhane appelle devant l'Assemblée générale de l'ONU à New York à ce que la « milice rebelle soit désignée comme un groupe terroriste ». Le 26, au soir, 18 personnes sont tuées dans le bombardement d'un marché d'El Fasher par les FSR. Le 27, 30 personnes sont tuées et des dizaines d'autres blessées par des frappes d'artillerie des FSR dans la même ville. Le 28, des combats acharnés se poursuivent à Khartoum sur plusieurs axes : le pont Halfaya (ar), le quartier Faou, le marché central et le quartier Mogren à l'ouest du centre. Les FSR répliquent en frappant les bases de l'armée à Omdourman qui font six morts. Le 30, les Émirats arabes unis accusent les forces armées soudanaises d'avoir bombardé « la résidence du chef de mission des Emirats à Khartoum », ce qu'elles nient.
Fin septembre, des sources locales signalent la présence d'Abdel Fattah Al-Burhan, de retour de New York sur le front de Khartoum pour superviser l'offensive visant à rependre la capitale aux FSR, un an après l'avoir quitté pour s'installer à Port-Soudan.

### Octobre 2024
Le 3 octobre, l'armée soudanaise parvient à s'emparer du pont Halfaya (ar), reliant Omdourman à la ville de Bahri, parvenant ainsi à faire la liaison avec ses divisions d’infanterie cantonnées dans la zone de Kadaroo. Cette victoire permet aux FAS de se diriger vers le Sud et de prendre les troupes paramilitaires en tenaille. Mais ses succès, bien que significatif, sont limités au bout d'une semaine d'offensive, les FSR parvenant à conserver leur mainmise sur les sites clés du centre-ville, autour du palais présidentiel. Parallèlement, de violents affrontements reprennent dans la Gezira aux mains des FSR, tandis que l’armée annonce avoir repoussé une attaque de drones sur la ville de Shendi.
Le 5, l'armée annonce la reprise de la montagne Jebel Moya (en), à 300 km au sud de Khartoum, après plusieurs jours de combats acharnés contre les FSR. Le 10, le général Dogolo accuse l'armée égyptienne d'avoir mené des frappes aériennes sur ses troupes positionnées autour de Jebel Moya à l'aide de huit avions de combat fournis par les États-Unis, ce que dément l'Égypte par la voix de son ministère des Affaires étrangères.
Le 20 octobre, l'armée soudanaise annonce qu'Abu Aqla Keikal, commandant en chef des FSR dans l'État Al-Jazirah, a fait défection pour intégrer ses rangs avec une partie importante de ses forces. La décision de Keikal de réintégrer l'armée soudanaise est saluée comme un grand succès de propagande, et d'autres soldats des FSR sont invités à faire de même dans le cadre d'une offre d'amnistie plus large. En réaction, les FSR attaquent la ville d'Al-Seriha dans l'État Al-Jazirah où ils massacre plus de 80 civils et en enlève plusieurs dizaines d'autres, et publient plusieurs vidéos sur les réseaux sociaux adressés à Abu Aqla Keikal, dans lesquelles ils imputent à sa défection la responsabilité de leur massacre.
Le 22, les FSR abattent au nord du Darfour un avion de transport Iliouchine Il-76 tuant l'équipage de 5 personnes dont 2 Russes et 3 Soudanais. Les circonstances restent extrêmement floues au 22 octobre, l'appareil appartenait la compagnie kirghize New Way Cargo participant à un pont aérien des Émirats Arabes Unis ravitaillant cette faction mais la compagnie déclare que le contrat de location s'est terminé fin 2023.
Le même jour, un groupe prodémocratie annonce qu'une frappe de l'armée sur une mosquée à Wad Madani a fait au moins 31 morts et de nombreux blessés.
Entre le 25 et le 28, les FSR encerclent des villages de l'État d'Al-Jazirah dans le centre du pays, le bilan fait état de plus de 120 morts et 200 blessés selon le ministre de la santé du pays, depuis dix jours, le bilan serait de plus de 400 morts. Les FSR assiègent notamment la ville d'Al-Hilaliya, à 70 km de Wad Madani, et rançonnent les habitants qui souhaitent quitter la ville. Le 29, une nouvelle milice, le « Bataillon de l'Est » entraînée en Érythrée voisine, annonce le déploiement de ses combattants dans l'État de Kassala à l'est du Soudan en coordination avec les forces armées en guerre contre les paramilitaires. Le 31, les FSR réussisent une incursion de quelques heures dans le sud de la ville d'El Fasher où des habitations sont pillées.

### Novembre 2024
Le 2 novembre, des tirs d'artillerie des FSR font au moins une douzaine de victimes à El Fasher, tandis que l'armée bombarde les positions des forces assiégeantes, et fait pour la première fois parachuter des militaires au-dessus de la ville encerclée. Parallèlement sur le volet international, Abdel Fattah Al-Burhan se rend au Caire le 4 novembre à l’invitation de son allié le président égyptien Al-Sissi avant de mettre fin, le 6, à des accords économiques avec les Émirats arabes unis.
Les jours suivants, les FSR resserrent leur étau sur El Fasher en convergeant sur trois points stratégiques : le quartier général de l'armée, la base militaire aérienne et la route qui mène du centre-ville au camp de réfugiés de Zamzam, plus au sud. Le 20 novembre, une attaque des FSR sur un village d'Al-Jazirah fait une quarantaine de morts, tandis que les miliciens se livrent à de nombreux pillages.
Parallèlement, à l'ONU, la Russie oppose son véto à une résolution appelant à un cessez-le-feu au Soudan, s'alignant ostensiblement sur l'opposition du gouvernement d'Al Buhran pour qui cette résolution ne critiquait pas suffisamment l'action des FSR.
Le 23, l'armée soudanaise annonce avoir repris aux FSR la ville de Sinja, capitale de l'État de Sannar, où se rend le général Al-Buhran pour revendiquer la victoire.

### Décembre 2024
Le 2 décembre, le bombardement de l'important camp de réfugiés de Zamzam au Darfour-Nord fait douze victimes, deux morts et dix blessés. Le même jour, des responsables du gouvernement soudanais accusent les FSR d'avoir lancé des drones assemblés aux Émirats arabes unis depuis le Tchad voisin. Le 4 décembre, le camp de réfugié de Zamzam est de nouveau bombardé par les FSR, faisant une dizaine de victimes supplémentaires. L'ONG Médecins sans frontières déplore un siège de plus de 230 jours par les FSR, provoquant « des souffrances humaines inacceptables ».
Le 6 décembre, une frappe aérienne de l'armée soudanaise sur une mosquée du secteur Bahri au nord de Khartoum (sous contrôle des FSR) fait sept morts. Le 8, le bombardement d'une station-service près d'un marché du sud de Khartoum, contrôlé par les FSR cause la mort de 28 civils et blessé 37 autres. Le 9, une frappe aérienne de l'armée sur un marché du Darfour-Nord fait une centaine de morts et des centaines de blessés. Le 10, une frappe des FSR sur un bus à Omdourman, ville proche de Khartoum, fait 15 morts et plus de 45 blessés. Le 14 au soir, une attaque de drone menée par les FSR sur le quartier d'Awlad al-Rif au Darfour fait 38 victimes. Le 18, un bombardement des FSR sur El Fasher fait une dizaine de morts et deux fois plus de blessés. Le 20 décembre, les autorités soudanaise annoncent, que au moins cinquante personnes, principalement du groupe ethnique Zaghawa, sont tuées par les FSR à El Fasher, dans le Darfour-Nord. Le 29, Sept civils sont tués, et plusieurs autres blessés après que les forces armées soudanaises ont attaqué la partie sud de Khartoum.

### Janvier 2025
Le 2 janvier, après plusieurs jours d'affrontement, des soldats de l'Armée de libération du Soudan du gouverneur du Darfour Minni Minnawi annoncent avoir chassé les FSR la ville d'Al-Malha, située sur un axe stratégique desservant El Fasher, espérant desserrer le siège des miliciens autour de cette ville. Le 11, l'armée soudanaise et des groupes armés alliés attaquent la ville de Wad Madani prise par les FSR le 19 décembre 2023, et parviennent à en reprendre le contrôle. Après leur victoire, les soldats se livrent à des exactions et exécutions sommaires sur des civils accusés de collaboration avec les FSR. Le lendemain, l'ONG Médecins sans frontières dénonce un tir sur une de ses ambulances à El-Fasher, qui fait un mort.
Le 13 janvier, plus de 120 civils sont tués, selon une réseau de secouristes, dans des bombardements à Omdourman dans l'agglomération de Khartoum, dont les auteurs ne sont pas identifiés. Le 16, le département du Trésor américain sanctionne Abdel Fattah al-Burhan, pour avoir « déstabilisé le Soudan et compromis l'objectif d'une transition démocratique » vers un gouvernement dirigé par des civils. Le 21, un bombardement des FSR contre un camp de déplacés à El Fasher fait 16 morts et 18 blessés. Le 24, l'armée soudanaise brise le siège de son quartier général à Khartoum, le « Signal Corps », encerclé par les FSR depuis le début de la guerre en avril 2023, et dans lequel le général al-Burhan avait lui-même été piégé pendant quatre mois avant son exfiltration à Port-Soudan. Le lendemain, une attaque de drone contre l'un des derniers hôpitaux en activité à El-Fasher fait 70 morts et 19 blessés, selon une source médicale qui ne précise pas les auteurs. Mais selon des militants locaux, les FSR avaient exigé que l'armée et ses alliés quittent la ville en les menaçant d'une offensive. Le 26, le général al-Burhan visite son quartier général à Khartoum repris aux FSR.
Le 30, l'armée soudanaise annonce avoir repris la ville d'Oum Rawaba (en) contrôlée par les FSR depuis mai 2023, située dans l'État central du Kordofan du Nord à environ 480 kilomètres au sud-ouest de Khartoum. Cette reprise intervient alors que l'armée fait également état d'avancées dans le secteur de Khartoum-Nord (Bahri) : une source militaire déclare à l'AFP que l'armée a repris le contrôle du centre et du sud de Bahri, y compris un pont le reliant au centre de Khartoum.

### Février 2025
Le 1er février, un bombardement à l'artillerie des FSR contre un marché aux légumes à Omdourman fait plus d'une cinquantaine de morts. Le général Dogolo, reconnaissant pour la première fois des revers face aux forces armées, jure de chasser de nouveau ses ennemis de la capitale soudanaise. Le lendemain, un bombardement du MPLS-N à Kadougli, fait 40 morts et blesse 70 personnes, tandis qu'une frappe de l'armée à Nyala fait 25 morts et 63 blessés. Un décompte de l'AFP à partir de chiffres de l’ONU et des secouristes déclare qu'au moins 191 personnes ont été tuées dans le pays cette semaine.
La semaine suivante, l'armée soudanaise poursuit son avancée dans Khartoum avec des blindés sur plusieurs axes : le 5 févier, elle annonce avoir « nettoyé » les quartiers d’al-Remila et de la zone industrielle à trois kilomètres du palais présidentiel ; le 6, elle déclare avoir conquis un pont stratégique reliant le centre-ville à Omdurman ; le 7, une source militaire déclare que l'armée est sur point d'atteindre le centre-ville. Des témoins déclarent toutefois que son avance est ralentie par les tireurs embusqués postés sur des immeubles, tandis que d'autres signalent des affrontements autour du pont de Soba, point d’entrée clé du sud-est de la capitale. Sur d'autres fronts, les forces militaires de l’est du pays seraient sont sur le point de faire leur jonction avec les forces venant de l'État d'Al-Jazirah, tandis qu'à Nyala, capitale du Darfour-Sud les frappes aériennes de l’armée ont tué 57 personnes en deux jours et blessé 21 autres. Le 8, l’armée annonce avoir repris aux FSR le quartier de Kafouri, situé à Bahri, au nord de Khartoum, et intensifie ses frappes aériennes au Darfour, tuant trois personnes dans un quartier résidentiel. Dans un discours prononcé le même jour, Abdel Fattah al-Burhane répète exclure toute négociation avec les FSR à moins que ces dernières ne se retirent de Khartoum, du Kordofan occidental et du Darfour, et annonce la formation d'un gouvernement de transition.
Le 10, l'ONU annonce que près de 8 000 familles ont fui le village de Saloma dans l'État du Darfour-Nord après une attaque massive des FSR qui en pillent et brûlent les maisons. Le même jour, une autre branche de l'ONU accuse les FSR d'entraver l'acheminement de l'aide au Darfour avec des restrictions persistantes et les obstacles bureaucratiques.
Le 18, un groupe d'avocats pro-démocratie annonce que les FSR ont attaqués deux villages de l'État Nil Blanc et se sont livrés à des exécutions, pillages et enlèvements, entrainant la mort de 200 personnes en trois jours.
Le 25, un avion de transport de l'armée s'écrase sur un quartier d'habitation d'Omdourman, le bilan fait état de 46 morts et 10 blessés, le crash serait dû à une défaillance technique.

### Mars 2025
Le 2 mars, au moins six personnes ont été tuées dans un bombardement à l’artillerie contre un marché bondé dans un camp de réfugiés près d’El-Fasher. Le 4, l'armée poursuit son avancée dans Khartoum en prenant le contrôle du pont al-Manshiah jusque-là aux mains des FSR. Le 6, l'école al-Balak est visée, tuant un enfant et en blessant six autres. Le 9, des tirs d'artillerie attribués aux FSR visant El-Obeid, ville du sud du Soudan où l'armée a levé en février un siège de deux ans, fait neuf morts et une vingtaine de blessés parmi les civils.
Le 17, le porte-parole militaire, le général Nabil Abdullah, annonce que le corps blindé venant du sud de la capitale avait fait sa jonction avec les forces du commandement général dans le centre de Khartoum, après s’être emparé d’un hôpital tenu jusqu’à présent par les paramilitaires. Malgré ces avancées, le général Dogolo promet que ses troupes ne se retireront pas de la capitale, et menace d'intensifier la guerre et de l’élargir « sur tous les fronts » jusqu'à Port-Soudan. Le 21, les forces loyalistes reprennent le palais présidentiel à Khartoum. Sur le front du Darfour, l'armée et ses milices alliées annoncent avoir repoussé les attaques des FSR sur El-Fasher, mais les paramilitaires bombardent les camps de déplacés voisins touchés par la famine.
Le 23, les FSR prennent la ville d'Al-Malha, un groupe pro-démocratie, le Comité local de résistance, annoncent qu'au moins 45 personnes ont été tuées. Le 25, Emergency Lawyers groupe d'avocats pro-démocratie, annoncent qu'une « frappe aveugle » de l'armée sur un marché à Tora dans le nord du Darfour, a fait des centaines de morts et des dizaines de blessés. Un bilan ultérieur venant de sources locales évoque au moins 270 morts dans cette frappe. Le haut-commissaire des Nations unies aux droits de l'homme Volker Türk se déclare « profondément choqué » que les civils « continuent d'être tués sans discernement, mutilés et maltraités presque quotidiennement ».
Le 25, les FAS ont utilisé des drones TB2 pour attaquer des convois de ravitaillement et des unités d’artillerie des FSR dans l’État d’Al-Jazirah, notamment l’attaque du pont de Baka près de Wad Madani. Les drones ont été utilisés dans les attaques de l’État de Khartoum à la fin 2024 alors que les forces armées avançaient pour reconquérir certaines parties de la région de la capitale. Les drones ont accéléré l’avancée de l’armée dans les territoires au Nord de Khartoum, ainsi qu’à El Obeid, capitale de l’État du Nord-Kordofan. Cette ville est une plateforme de transport entre la base des FSR au Darfour et leurs forces à Khartoum.
Le 26, le porte-parole de l'armée, Nabil Abdallah, annoncé que les forces armées ont repris l'aéroport international, où les FSR étaient positionnées depuis le début de la guerre. Des sources médicales rapportent que les FSR ont évacué l'hôpital Tamayoz, au sud de l'aéroport, qu'elles utilisaient pour soigner leurs combattants. Le même jour, Abdel Fattah al-Burhane annonce à la télévision publique depuis le palais présidentiel que Khartoum est « libérée ». Des images partagées sur les réseaux sociaux montrent des habitants du centre de Khartoum célébrer la retraite des paramilitaires. Le 27, l'armée affirme dans un communiqué avoir repris la totalité de Khartoum, que les FSR évacuaient en empruntant le pont de Jebel Awliya, leur seul moyen de quitter la ville,. Mais ces derniers affirment leur intention de continuer le combat malgré ces revers, et qu'ils n'y aurait de leur part ni retraite, ni reddition.
Des analystes soulignent que la guerre est loin d'être terminée, malgré ce coup majeur porté aux paramilitaires, qui de leur côté annoncent la création d'une nouvelle alliance qui contrôle des parties du sud du pays. Le pays reste de facto divisé en deux : l'armée contrôle le nord et l'est, tandis que les FSR dominent une partie du sud et la quasi-totalité de la vaste région du Darfour, dans l'ouest.

### Avril 2025
Début avril, l'équilibre des forces penche en faveur de l'armée soudanaise, qui contrôle les États de Sennar, d'Al Jazeera, du Nil Blanc, ainsi que la capitale Khartoum. Après la perte de la capitale soudanaise, les FSR tentent de pousser leur avantage là où ils sont à l'offensive, particulièrement au Darfour.
Le 2 avril, le comité de résistance soudanais prodémocratie et le collectif d’avocats Emergency Lawyers déclarent qu'en une semaine, au moins 85 personnes ont été tuées et des dizaines ont été blessées dans des attaques menées par les FSR dans les villages d'al-Jumuiya, à l'ouest de Jebel Awliya et au sud de Khartoum. Leur communiqué rapporte que les FSR ont également mené des opérations de pillage ciblant les maisons et les magasins, et ont arrêté plusieurs jeunes pour les forcer sous la menace des armes à transporter les biens pillés. Le même jour, les FSR annoncent contrôler la région désertique d'al-Rahib, frontalière avec l'État du Nord pas encore atteint par la guerre, que leur n°2, Abdel Rahim Daglo, menace d'attaquer. Des combats éclatent autour de la ville d'El-Obeid dans le Kordofan du Nord, entre l'armée et les FSR.
Le 10, les FSR prennent le contrôle de la ville d’Um Kadadah au Darfour et exécutent des dizaines de civils pendant plusieurs jours ; le 13, un groupe local pro-démocratie évoque un bilan de 56 civils. Le même jour, les FSR prennent le contrôle du camp de réfugiés de Zamzam en périphérie d'El-Fasher, dans l'Etat du Darfour-Nord. Ils transforment ce dernier en une base arrière(pour leurs offensives sur El-Fasher) où ils installent des milliers de combattants, des véhicules et de l'artillerie lourde.
La 14 avril, les Nations unies annoncent que plus de 400 personnes ont été tuées depuis la semaine dernière au Darfour. Le 17, une source médicale indique que près d'une soixantaines de civils ont été tués lors d'attaques des FSR à El-Fasher, repoussées par l'armée. Le 20, des tirs d'artillerie sur des habitations situées à El-Fasher font une trentaine de morts. Le 1er mai, le Haut-Commissaire des Nations unies aux droits de l'homme Volker Türk déclare qu'au moins 542 civils ont été tués depuis trois semaines dans la région soudanaise en conflit du Darfour du Nord.

### Mai 2025
Le 4 mai, les FSR bombardent la ville de Port-Soudan (l'aéroport et le centre-ville) où est installé le gouvernement soudanais en utilisant des drones de combat. Selon l'expert en aéronautique Xavier Tytelman, ces attaques, qui ne font pas de victime, n'ont aucun objectif stratégique puisque cette ville est loin du front, mais visent à déstabiliser les autorités et effrayer les populations. Ces attaques de drones visant Port-Soudan se répètent les trois jours suivants : le 5, elles frappent un dépôt pétrolier qui prend feu, le 6, elles frappent une base militaire, un dépôt de carburant, la principale sous-station électrique de la ville, et son aéroport dont les vols sont interrompus. Cela entrainent les ruptures le même jour des relations diplomatiques avec les Émirats arabes unis accusé d'armer les FSR. Des attaques continuent le 7 mai visant la base navale Flamingo. Le 10 mai, au moins 19 prisonniers sont tués, et 45 autres sont blessés lors d'une frappe aérienne des FSR sur une prison à Obeid, au Kordofan du Nord. Dans la nuit du 14 au 15, de nouvelles frappes de drones des FSR sur Khartoum provoquent une coupure d'électricité massive dans la capitale soudanaise. Le 18, au moins 14 personnes sont tuées dans des frappes des FSR sur le camp de déplacés d'Abou Chouk, dans la région du Darfour. Le 20, des combats à Omdourman opposent les FSR à l'armée qui annonce une offensive de grande envergure pour déloger les paramilitaires. Le 27, une frappe de drone des FSR touche deux cibles dans la ville de Kosti au sud du Soudan : un entrepôt de carburant qui prend feu et le quartier général de l'armée. Le 29, les FSR revendiquent la prise de deux villes stratégiques de la région du Kordofan, dans l'ouest du Soudan : Dibeibat et Al-Khoei. Le 31, des missiles antiaériens sont tirés au dessus de Port-Soudan pour abattre des drones pilotés par les FSR, qui poursuivent leur contre-offensives dans le sud du pays.
Le mois de mai est également marqué par une évolution politique, avec la nomination d'un nouveau premier ministre par le gouvernement militaire soudanais : l'ancien diplomate Kamel al-Tayeb Idris Abdelhafiz. Il succède à ce poste le 19 mai à un autre ancien diplomate, Dafallah al-Haj Ali.

### Juin 2025
Le 3 juin, une attaque menée près de Koma au Darfour du Nord contre un convoi humanitaire d'une quinzaine de camions transportant de la nourriture destinée à la ville assiégée d'El-Facher fait cinq morts et plusieurs blessés. Le matin du 4, à l'aéroport de Nyala capitale du Darfour du Sud contrôlée par les FSR, un avion cargo venu ravitailler ces derniers est bombardé peu après son atterrissage. Cet aéroport est également utilisé par les FSR pour stocker et faire décoller leurs drones de surveillance et de combats. D'autres explosions sont entendues dans la ville par des habitants, probablement des frappes aériennes de l'armée soudanaise. L'ONG Human Rights Watch dénonce les frappes aériennes indiscriminées contre des quartiers résidentiels et commerciaux de Nyala. Le même jour, au moins 14 personnes sont tuées dans un bombardement du camp de réfugiés d'Abou Shouk au Darfour.
À partir du 5 juin, des affrontements s'étendent dans les États du Kordofan, où l'armée soudanaise tente de couper les liaisons géographiques et logistiques des FSR entre le Kordofan et le Darfour. Ces dernières sont soutenues par le mouvement populaire pour la libération du Soudan-Nord. Suite à ses frappes aériennes visant des convois de renfort des FSR, l’armée soudanaise prend le contrôle des villes de Dibebad, Hamadi, et Kauda. Le 9, la ville d'el-Obeid au Kordofan du Nord est pour la deuxième fois la cible des frappes de drones des FSR, qui font cinq morts. Dans le nord-ouest du pays, les FSR prennent le contrôle de l’entrée du djebel Uweinat, une zone montagneuse à la frontière entre le Soudan, la Libye, et l'Égypte.

Frontière entre la Libye et le Soudan, par laquelle transitent des armes et de combattants destinés aux FSR.

Le 10 juin, l'armée soudanaise accuse les troupes libyennes du maréchal Haftar, d'avoir lancé une attaque à la frontière en coordination avec les FSR, dénonçant une « agression flagrante contre le Soudan ». Ces accusations sont corroborées par l'arrestation au Soudan de plusieurs combattants libyens transportant des munitions destinées aux FSR. Un autre convoi venant du sud de la Libye à destination du Kordofan du Nord est visé par l'armée de l'air soudanaise. Le 11, les FSR et leurs alliés libyens prennent le contrôle de la frontière la Libye après le retrait de l'armée soudanaise de cette zone, ce qui leur permet de sécuriser leur approvisionnement en armes et en mercenaires.
Le 23 juin, la responsable de l'ONU Virginia Gamba déclare que les risques de génocide, de crimes de guerre et de crimes contre l’humanité au Soudan sont très élevés. Le 24, le gouvernement soudanais accuse son homologue kényan d'armer les FSR pour s'emparer des ressources naturelles du Soudan. Le 27, des bombardements des FSR sur la ville d'El-Facher sont 13 morts. Le lendemain, Washington impose de nouvelles tensions au gouvernement soudanais qu'il accuse d'avoir utilisé des armes chimiques à base de chlore contre les FSR.

### Juillet 2025
Le 9 juillet, huit civils sont tués par des tirs d'artillerie des FSR sur la ville d’El-Fasher. Le 11, les FSR lancent une offensive depuis le sud-ouest de la ville à l'aide de mitrailleuses, et se projettent en direction de l'aéroport. Le 12, l’armée soudanaise annonce avoir repoussé cette offensive, et mené une contre-offensive victorieuse, qui lui permet de reprendre la prison de Chala et une base militaire situées au sud-ouest de la ville. Le 13, trois villages agricoles du sud-est du Soudan, situés près de la frontière avec l’Éthiopie sont attaqués et pillés par des milices éthiopiennes. Ces affrontements se produisent dans le sillage de ceux qui avaient opposé les forces armées soudanaises et éthiopiennes entre 2020 et 2022 pour le contrôle du triangle d’Al-Fashaga. Parallèlement, les 12 et 13 juillet, une série d'offensives des FSR dans plusieurs localités de l'État du Kordofan du Nord, fait des centaines de morts (de 300 à 450 selon les bilans) en deux jours. Notamment le 12 juillet, au moins 200 civils sont tués lors de l’attaque du village de Shaq el-Nom tandis que le 13, au moins 48 personnes sont tuées lors d’un assaut sur le village d’Oum Garfa. Les FSR font état de plus de 470 morts dans les rangs de « leurs adversaires » au sud de la ville d'El Obeid, mais l'UNICEF affirme qu'il s'agit essentiellement de civils, dont au moins 35 enfants er deux femmes enceintes. Selon le chercheur soudanais Mohaned el Nour, l'intensification des offensives des FSR dans le dans le Kordofan du Nord vise à détourner l'attention des forces de l'armée qui essayent à tout prix de tenir à El-Facher. Pour les FSR, la prise de cette ville établirait leur emprise total sur le Darfour et de se positionner dans d'éventuelles futures négociations comme un gouvernement négociant avec un autre, et non une milice négociant avec un État. Le 16, des tirs d'obus des FSR sur le camp de déplacés d'Abou Chouk en périphérie d'El-Facher au Darfour fait au moins huit morts.
Le 19, le Premier ministre soudanais Kamel Idris se rend à Khartoum pour la première fois depuis sa prise de fonctions en mai, et promet de reconstruire la capitale, notamment ses logements, son aéroport, et sa raffinerie qui traitait 100 000 barils par jour avant la guerre. Le 22, des heurts sont rapportés dans la ville de Kadougli au Kordofan du Sud, entre l'armée soudanaise et une milice alliées, les forces de Kafi Tayara, au sujet de l'accès à un entrepôt de nourriture. Cette région est particulièrement touchée par la famine en raison de l'accueil d'un nombre important de réfugiés qui y sont accueillis, et de la concentration des combats sur les routes qui la desservent. Les 23 et 24 juillet, des attaques des FSR contre le village de Brima Rashid, dans leur tentative d'encerclement de la ville d'El Obeid, font une trentaine de morts en deux jours.
Le 26, les FSR annoncent la formation d'un gouvernement rival doté d'un premier ministre, Mohammad Hassan al-Ta'ayshi, augmentant le risque de partition du pays. Le 29 et 30 juillet, le gouvernement établi par l'armée puis l'Union africaine annoncent rejeter ce gouvernent parallèle,.

### Août 2025
Le 2 août, quatorze civils sont tués et des dizaines sont blessés par les FSR dans le village de Qarni, en périphérie d'El-Facher. Le même jour, l'armée soudanaise annonce avoir repoussé une nouvelle attaque des FSR, et neutralisé plusieurs mercenaires, dont un Colombien à la tête d' une unité d'élite des paramilitaires. sur Le 6 , la télévision d'État soudanaise annonce le bombardement par l'armée soudanaise d'un avion en provenance des Émirats arabes unis transportant des mercenaires colombiens lors de son atterrissage à l’aéroport de Nyala au Darfour du Sud. Une source militaire confirme la destruction au sol de cet appareil, qui aurait fait une quarantaine de morts. 
Le 7, le Premier ministre soudanais Kamel Idris fait sa première visite à l'étranger depuis sa prise de fonction en Égypte, soutien important de l'armée soudanaise, où il rencontre son homologue égyptien Mostafa Madbouly. Le même jour, au moins 18 civils sont tués et des dizaines sont blessés par les FSR dans le Kordofan du Nord. 
Le 10, un responsable du ministère soudanais de la Santé annonce que plus d'une soixantaine d’habitants d'El-Facher sont morts de malnutrition depuis une semaine. un bilan sous-évalué puisqu'il ne concerne que les personnes ayant pu atteindre l'hôpital où leur décès a été constaté. Les 11 et 12 août, les FSR lancent une attaque contre El-Fasher sur trois axes, décrite comme la plus vaste depuis le début de la guerre, utilisant plus de 543 véhicules armés, dont plus de 300 blindés. Alors que les FSR dépassent les premières lignes de défense, leur attaque est finalement stoppée par les forces conjointes défendant la ville, puis repoussée par plusieurs contre-offensives. Des bombardements visent les position des FSR pendant plusieurs heures, tandis que selon l'agence de presse Suna, 245 paramilitaires ont été tués et près de 500 autres ont été blessés. Parallèlement, le 11 et 12, les FSR prennent d'assaut le camp d'Abou Chouk en périphérie d'El-Fasher, ouvrant le feu dans les maisons et dans les rues, tuant plus de 40 civils et en blessant plusieurs dizaines. Il pourrait s'agir d'un acte de vengeance en raison de l'échec de leur dernière attaque. L'ONU condamne ces attaques visant des civils, dont un nouveau bilan évoque 57 morts pour la seule journée du 11 août, certains étant causés par des exécutions sommaires. Le 13, deux personnes dont un enfant sont tuées par une attaque de drone des FSR visant une cérémonie de l'armée dans la localité soudanaise de Tamboul, au sud-est de Khartoum. Le 16, les FSR bombardent de nouveau El-Fasher tuant au moins 17 civils et en blessant 25 autres. 

## Bilan humain

### Morts, déplacés et réfugiés

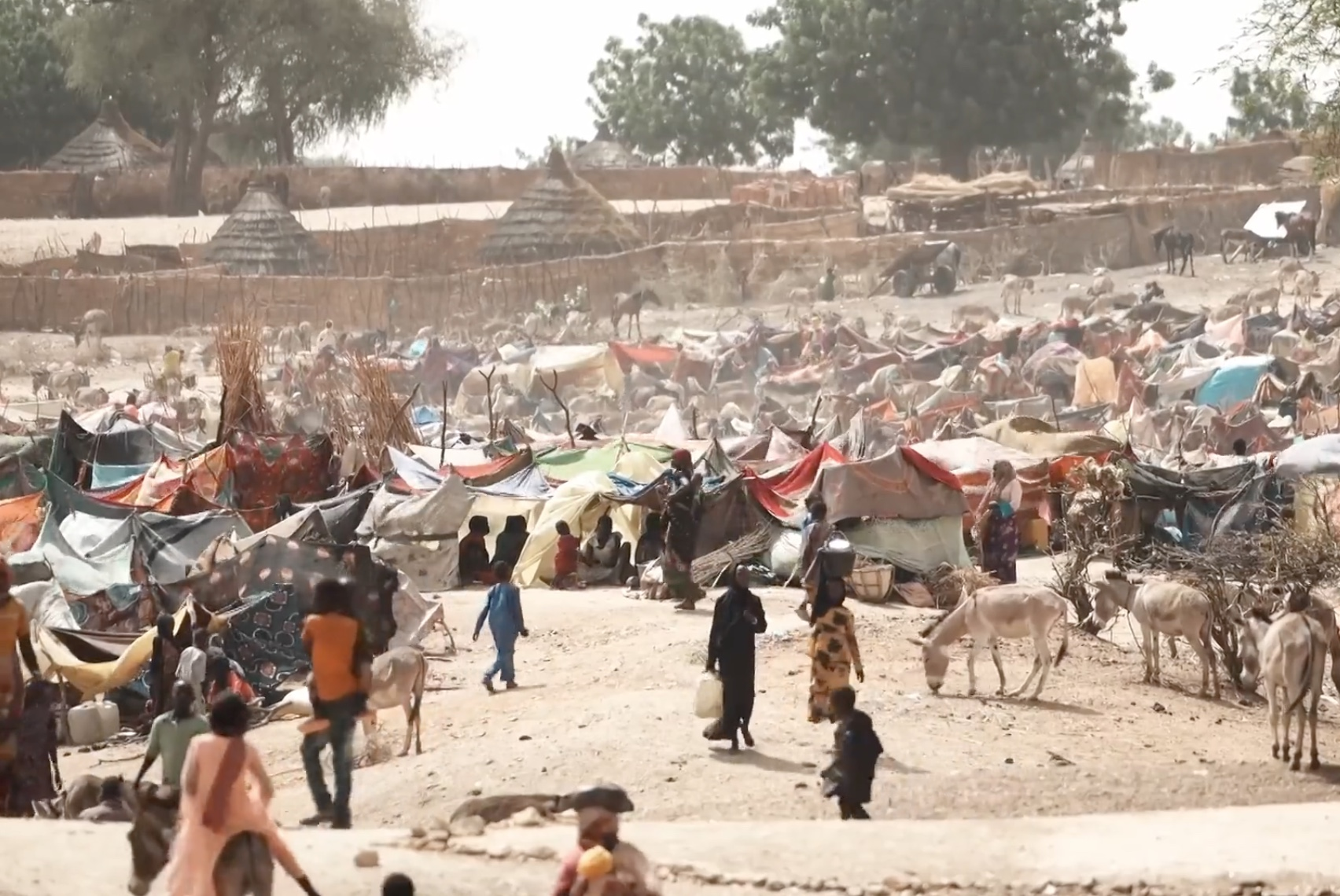
Camp de réfugiés soudanais au Tchad.

Au cours des premiers affrontements à El Obeid et Khartoum, au moins trois civils sont tués et des dizaines d'autres blessés. Au moins vingt-cinq civils sont tués et 26 autres sont blessés au cours d'affrontements au Darfour du Nord. À Foro Baranga, au Darfour de l'Ouest, des dizaines de personnes auraient été tuées et des centaines blessées. À El Fasher, trois civils sont tués et 27 blessés. Dans la ville de Nyala, au Darfour du Sud, huit civils sont tués au cours des affrontements. À Kabkabiya, trois employés du Programme alimentaire mondial (PAM) sont tués après que les FSR et les forces armées ont échangé des coups de feu dans une base militaire. Deux autres membres du personnel sont gravement blessés et les FAS pillent plusieurs véhicules du PAM.
Au total, 56 personnes trouvent la mort et au moins 595 autres sont blessées dans tout le pays. Vingt-cinq des morts, dont 17 civils, seraient originaires de Khartoum.
Le 16 avril, l'Organisation mondiale de la santé annonce 83 tués et 1126 blessés dans les affrontements. Au matin du 17 avril, le syndicat officiel des médecins soudanais dénombre au moins 97 morts civils, la moitié environ dans la capitale. Au soir du 17 avril, les combats s'intensifient et l'on comptabilise près de 200 morts en trois jours et 136 blessés,. Le 20 avril, selon l’Organisation mondiale de la santé, le nombre de morts liés au conflit monte à plus de 330, avec plus de 3 200 blessés. Un bilan officiel le 29 avril fait état d'au moins 528 morts et 4 599 blessés.
Le 9 mai, l'ONU dénombre près de 700 000 déplacés à l'intérieur du pays, 150 000 réfugiés dans d'autres pays. Dans le même temps, l'AFP dénombre 750 morts et plus de 5 000 blessés. Les Nations unies déclarent le 19 mai que les combats au Soudan ont provoqué 843 000 déplacés internes, tandis que plus de 250 000 personnes ont fui le pays, l'Égypte accueillant le plus grand nombre de réfugiés (« 110000 »). L'Organisation internationale pour les migrations estime qu'environ 70 % des personnes déplacées proviennent de la région du Darfour.
Le 3 juin, la guerre civile a fait 1 800 morts et 1,5 million de civils déplacés. Le 19 juillet, le conflit a fait 3 000 morts et 3 millions de déplacés. Le 24 juillet, le conflit a fait au moins 3 900 morts, un bilan qui reste encore sous-estimé. Le 25 août, le conflit a fait au moins 5 000 morts, plus de 4,6 millions de déplacés (dont près d'un million ont fui dans les pays voisins), et des centaines de milliers d'enfants souffrant de malnutrition. Le 10 septembre, le bilan estimé est de 7 500 morts et près de cinq millions de déplacés et de réfugiés.
Le 7 octobre, le bilan dépasse les 9 000 morts, pour un nombre de réfugiés toujours estimé à environ cinq millions. Le 9, un communiqué de l'UNICEF annonce qu'environ 19 millions d'enfants soudanais ont été déscolarisés en raison du conflit.
Le 21 décembre, l'ONU annonce que 7,1 millions de personnes ont été déplacées au Soudan depuis le début du conflit. Le 14 janvier 2024, l'ONU déclare que 7,5 millions de personnes sont déplacées à l’intérieur et à l’extérieur du pays, tandis que 12 000 ont été tuées. Le 31 janvier 2024, un nouveau bilan fait état de 8 millions de déplacés et entre 10 000 et 15 000 morts seulement au Darfour. Près de 500 000 personnes ont trouvé refuge dans l’est du Tchad, dont 86% sont des femmes et des enfants, et 22% ont moins de 4 ans. En avril 2024, au bout d'un an de conflit, 8,4 millions de personnes sont déplacées.1,5 million de personnes ont fui à l’étranger, dont 600 000 personnes au Soudan du Sud.
En juin, l'Organisation internationale pour les migrations déclare que plus de 10 millions de personnes ont été déplacées à l'intérieur du Soudan à cause du conflit,. On estime également à 60 000 le nombre de victimes civiles tuées. Une autre estimation de l'envoyé américain au Soudan Tom Perriello évoque un bilan de 150 000 personnes tuées par la guerre civile.
En août, l’OIM alerte sur le fait que le Soudan se situe à un « un point de rupture catastrophique », du fait de l'accumulation d'épreuves imposées à la population : la guerre, la famine (en) et les inondations (en) qui ont forcé plus de 20 000 personnes supplémentaires à quitter leurs maisons. Une source du gouvernement militaire soudanais annonce depuis le début de l'année 2024 un bilan de 132 morts dans des inondations qui auraient affecté plus de 130 000 Soudanais. Le 24 août, le barrage d'Arbaat, principale réserve d'eau douce de Port-Soudan (capitale de facto du pays, où vivent près de 250 000 déplacés), cède sous l'effet des inondations, tuant au moins 30 personnes et en blessant plus de 170 autres,,,.
En décembre 2024, l'ONG basée à New York International Rescue Committee (IRC) déclare que le Soudan traverse la « pire crise humanitaire jamais enregistrée ». Son rapport précise : « Bien qu'il n'abrite que 1 % de la population mondiale, le pays compte 10 % de toutes les personnes ayant besoin d'aide humanitaire » (sur les 305 millions de personnes dans le monde ont besoin d'une aide humanitaire, 30,4 millions sont au Soudan).
En début d'année 2025, les contre-attaques victorieuses de l'armée soudanaise qui chasse les FSR de plusieurs métropoles soudanaises permettent à de nombreux réfugiés déplacés à l'intérieur du Soudan de rentrer chez eux. Au total selon l'OIM, ces retours concernent près de 400 000 Soudanais pendant le premier trimestre de l'année 2025, principalement dans les États de Sennar et d’Al-Jazira, respectivement reconquis en décembre 2024 et janvier 2025. Beaucoup de ces familles ont néanmoins retrouvé leurs maisons pillées et incendiées.  Le retour de plus de 2 millions de réfugiés est attendu à Khartoum pendant le second trimestre 2025, selon l'ONU, tandis que le gouvernement égyptien met en place un train et des lignes de bus pour faciliter le retour des Soudanais du Caire vers la frontière.
En juin 2025, près de 4 millions de Soudanais ont toujours un statut de réfugié ou assimilés dans un pays étranger selon l'ONU. Les principaux pays d’accueil sont l’Égypte (1,5 million), le Tchad (1,2 million), le Soudan du Sud (1 million), la Libye (210 000) et l’Ouganda (70 000). 

### Crimes de guerre
En février 2024, un rapport de l'ONU dénonce des crimes de guerres commis sur des populations civiles par les différentes factions, comme l'usage d'armes explosives à large rayon d’action, telles que des missiles tirés par des avions de chasse, des drones, des armes antiaériennes et des obus d’artillerie dans des zones densément peuplées. Le rapport indique également que les belligérants ont adopté une stratégie militaire consistant à utiliser des boucliers humains, arrêtant des dizaines de civils pour les placer à l’extérieur, près des postes stratégiques afin d’éviter les bombardements. Des cas de recrutement d'enfants-soldats sont également documentés et concerneraient les deux camps. D'autres cas d'enrôlement forcés comme soldats sont rapportés. Des civils disent avoir été réduits au travail forcé par les belligérants, sous la menace d'armes et parfois sous la torture, pour cuisiner, creuser des tombes ou pirater des équipements informatiques.
En août 2024, l'ONG Human Rights Watch accuse les belligérants des deux camps de commettre des crimes de guerre, notamment des exécutions sommaires, des actes de torture et des mutilations de cadavres. Ces accusations sont formulées après le visionnage de vidéos prises par les auteurs de ces crimes qu'ils partagent eux-mêmes sur les réseaux sociaux, ce qui démontre leur sentiment d'impunité. Selon la chercheuse soudanaise Raga Makaw, les belligérants justifient une partie de ces exactions par des accusations d’espionnage, d'infiltration, ou de collaboration avec l'ennemi : « À chaque avancée ou recul de l’un des deux camps, il faut s’attendre de part et d’autre à des représailles contre les civils. ».
En septembre 2024, des experts mandatés par le Conseil des droits de l'homme, organe des Nations Unies, demande le déploiement d'une force indépendante, afin de protéger les populations civiles. En janvier 2025, après leur reprise de la ville de Wad Madani, les soldats de l'armée soudanaise et des groupes alliés se livrent à des exactions et exécutions sommaires sur des civils accusés de collaboration avec les FSR.
En mai 2025, le Département d’État américain annonce des sanctions contre le gouvernement soudanais, l’accusant d’avoir eu recours à des armes chimiques au chlore contre des positions de FSR. En juin, Human Rights Watch dénonce les frappes aériennes indiscriminées menées par l'armée soudanaise contre des quartiers résidentiels et commerciaux de Nyala entre novembre 2024 et février 2025. Selon l’ONG, ces attaques ont tué de nombreux civils et provoqué des déplacements massifs de population. Selon Médecins sans frontières, au moins 32 personnes ont été tuées le 3 février par cinq bombes non guidées larguées sur des zones densément peuplées de cette ville.
En août, le procureur du Tribunal de Port-Soudan accuse officiellement Mohamed Hamdane Dagalo et deux de ses frères d'avoir commis un génocide, des crimes de guerre, des crimes contre l'humanité et d'avoir planifié l'attaque sur El-Geneina. 

### Pénuries alimentaire et sanitaire

#### Famines et malnutrition
La crise humanitaire consécutive aux combats est exacerbée par le fait que les violences ont lieu par de fortes températures et dans une situation de sécheresse. D'innombrables habitants hésitent à sortir pour se procurer de la nourriture et d'autres biens, de peur d'être pris dans les tirs croisés. Des milliers de petites exploitations agricoles et même des fermes géantes ont été désertées par leurs exploitants fuyant les combats, faisant dramatiquement chuter la production alimentaire du pays.
En février 2024, Médecins Sans Frontières alerte sur un niveau de malnutrition et un taux de mortalité infantile catastrophiques dans le camp de Zamzam, dans le Darfour du Nord. Près d'une quinzaine d'enfants décèderaient chaque jour en raison des conditions sanitaires et de la faim, tandis que le manque d'eau potable pousserait les gens à boire l'eau des marécages et de la rivière. L'ONG déclare renforcer ses activités dans le camp pour fournir un traitement aux enfants dont l'état est le plus critique, mais que l'ampleur de la catastrophe nécessite une réponse bien plus importante. Eddie Rowe, directeur du Programme alimentaire mondial annonce que « moins de 5 % » des 48 millions d'habitants « peuvent s'offrir un repas complet par jour».
En mars 2024, les Nations unies alertent sur l'importante crise alimentaire au Soudan, qui pourrait toucher 5 millions de personnes dans les mois suivants,. 
En juillet 2024, un rapport de l’Organisation mondiale de la Santé déclare que 18 millions de personnes souffrent de faim aiguë et 5 millions de personnes vivent dans une situation d'urgence liée à la faim. Les FSR, dans leurs objectifs génocidaires de « transformation démographique » se manifestent par des attaques contre les agriculteurs accompagnées de la destruction des villages, du matériel agricole et de systèmes d’irrigation pour organiser la famine des populations qu'elle souhaitent chasser. Des millions d'hectares de terres agricoles auraient été volontairement asséchés par la destruction de leur système d'irrigation, ou abandonnés à la suite de la fuite ou du massacre des exploitants. Tandis qu'à El-Fasher, en raison du blocus imposé par les FSR assiégeant la ville, le prix des denrées alimentaires de base, telles que sorgho et blé, y sont jusqu’à six fois plus élevés que dans d’autres régions du Soudan.
En août 2025, l'ONU alerte sur la malnutrition qui touche une proportion croissante de la population soudanaise, en particulier les enfants, y compris dans les villes qui ne sont pas assiégées comme Khartoum où le calme est alors revenu. À ce moment, près de 25 millions de personnes souffrent d'insécurité alimentaire extrême au Soudan.

#### Destruction des systèmes de soins
Dès le premier mois de la guerre, un groupe de médecins déclare que les hôpitaux manquent de personnel et de fournitures alors que les blessés affluent. L'Organisation mondiale de la santé enregistre environ 26 attaques contre des établissements de santé, dont certaines font des victimes parmi le personnel médical et les civils. L'Union des médecins soudanais déclare que plus des deux tiers des hôpitaux dans les zones de conflit sont hors service, 32 ayant été évacués de force par les soldats ou pris dans les tirs croisés.
Les Nations unies mettent en évidence des pénuries de produits de base, de nourriture, d'eau, de médicaments et de carburant. Le manque de biens de première nécessité est devenu « extrêmement aigu ». Le Programme alimentaire mondial déclare que l'équivalent de plus de 13 millions de dollars d'aide alimentaire a été pillé depuis le début des combats.
En avril 2024, Ahmed Fahal, le fondateur et directeur du centre de recherche médicale sur le mycétome, une maladie tropicale infectieuse touchant particulièrement les populations défavorisée, déclare que son établissement situé à Khartoum a été détruit par la guerre.
En décembre, le principal syndicat de médecins soudanais déclare que plus de 90 % des hôpitaux du pays ont dû fermer à cause des combats et des bombardements, privant de soins des millions de personnes. En outre, 78 professionnels de santé auraient été tués depuis le début de la guerre sur leur lieu de travail. Les FSR auraient notamment pénétré dans des hôpitaux pour faire soigner leurs blessés ou traquer des ennemis, et se seraient livrés à des représailles contre les médecins en les accusant de coopérer avec l'armée, ou après la mort de leurs camarades qui y étaient soignés. En novembre, Médecin sans frontière suspend la plupart de ses activités à l’hôpital Bachaïr, l’un des seuls hôpitaux en activité dans le sud de Khartoum, après que des combattants ont pris d’assaut l’établissement.

#### Épidémie de choléra
Dès le premier mois du conflit, l'OMS de la santé s'alarme des potentiels risques biologiques après que l'une des parties belligérantes, qu'elle n'a pas identifiée, a pris le contrôle du Laboratoire national de santé publique contenant des agents pathogènes de la rougeole et du choléra ainsi que d'autres substances dangereuses. L'année suivante, la crise alimentaire aggrave la crise sanitaire notamment en raison de consommation d'eau non potable, comme celle du Nil, ce qui provoque des cas de choléra,. Les fortes pluies touchant le pays à partir de juillet 2024 (en) accélère cette épidémie de choléra, tandis que les opérations humanitaires sont largement réduites. Des épidémies de malaria, de méningit, de dengue et de rougeole sont également signalées,.
En mai 2025, le Centre fédéral des opérations d'urgence au Soudan signale une forte recrudescence du choléra, avec 2729 cas et 172 décès enregistrés en une semaine. Cette épidémie est due à des difficulté de filtration et de purification de l'eau, 90% des stations de pompage d'eau étant hors service du fait de destructions ou de pannes d'électricité touchant la capitale,. En conséquence, de plus en plus de Soudanais sont contraints de puiser de l'eau directement dans le Nil. Cette tendance est aggravée par une pénurie sévère de solutions intraveineuses, un manque de sources d'eau propres et une quasi-absence d'équipements de stérilisation et de désinfectants dans les hôpitaux. À la fin du mois de ce mois de mai, plusieurs ONG et centres médicaux implantés au Soudan alertent sur une épidémie de choléra touchant les deux tiers du pays et se propageant très rapidement, avec un bilan provisoire de plus de 1 700 morts.
À la fin du mois de juillet, l'OMS estime à 100 000 le nombre de victime du choléra depuis un mois. Dans les camps de réfugiés, l'absence de savon, de toilettes, d'équipement pour conserver et stocker la nourriture en sécurité, et la précarité des abris parfois constitués de branchages, de paille et de draps troués rend très difficile l'application de règles d'hygiènes indispensables pour lutter efficacement contre cette épidémie. Entre le 6 et le 13 août, une quarantaine de décès supplémentaires liés au choléra est signalé au Darfour par Médecins sans Frontières.

### Répression politique
Dans les zones contrôlées par les FSR comme dans celles tenues par l'armée, les organisations révolutionnaires, comités de résistance, comités de quartier, organisations de femmes, syndicats, s’efforcent de pallier l’État failli. Mais partout ces organisations sont en butte à une répression féroce, tandis que des médecins, des journalistes, des activistes sont arrêtés, emprisonnés, torturés, et assassinés. Car même en guerre, les généraux à la tête de l'armée et des FSR se retrouvent dans leur volonté d’en finir avec la révolution. Selon l'analyste soudanaise en exil Kholood Khair, les deux camps, « persuadés de leur victoire », veulent « supprimer toute résistance civile avant de conquérir le pays » afin de gouverner sans opposition. Ainsi, chacun « utilise le paravent de la guerre pour tuer ce qui reste de la révolution».
Selon le chercheur Clément Deshayes, la révolution soudanaise continue d'influencer la société, mais elle le fait largement depuis l'étranger, par la voix d'activistes en exil. Alors que la guerre peut difficilement dégager un vainqueur par les armes, l'opposition civile à l'origine de la révolution de 2018-2019 sera, selon le chercheur Suliman Baldo, tôt ou tard amenée à reprendre un rôle politique car aucun accord de paix ne peut se conclure sans elle.

### Trafic d'êtres humains et violences sexuelles
Le 3 novembre 2023, la porte-parole du Haut-Commissariat des Nations unies aux droits de l'homme (HCDH) Elizabeth Throssell s'alarme publiquement de la multiplication au Darfour des cas d'enlèvements de femmes et de fillettes réduites en esclavage, mariées de force ou rançonnées. Au-delà des enlèvements, des centaines de cas de viols sont rapportés, dont au moins 70 % sont attribués aux FSR. Ces derniers enlèvent également des enfants pour exiger des rançons à leurs familles.
Médecins sans frontières (MSF) déclare avoir reçu dans ses structures médicales, entre juillet et décembre 2023, 135 patientes âgées de 14 à 40 ans victimes de viols. Les agresseurs étaient armés dans 90% des cas.
Le 29 juillet 2024, Human Rights Watch dénonce des actes de violence sexuelle généralisés dans la capitale de Khartoum, notamment des viols collectifs et des mariages forcés commis par l'armée et les Forces de soutien rapide. En octobre, l'ONU publie un rapport faisant état de nombreux suicides parmi les victimes de violences sexuelles, dont les victimes identifiées seraient âgées de 8 à 75 ans. Des disparitions d'infirmières, relevées par la directrice régionale de l'Initiative stratégique pour les femmes dans la Corne de l'Afrique (SIHA) Hala al-Karib, sont également jugées préoccupantes.
En mars 2025, un rapport de l'Unicef médiatise des témoignages faisant état d’hommes armés contraignant des familles à leur livrer leurs filles pour les violer. Au total, 221 cas de viols d’enfants au Soudan ont été documentés par l'Unicef depuis début 2024, les deux tiers étant des filles, et seize des enfants de moins de cinq ans. Des cas d'enlèvements de femmes et fillettes, et de séquestration allant jusqu'à plusieurs semaines sont également rapportés, certaines étant regroupées pour être mises à disposition des combattants. Les victimes subissent souvent de graves blessures physiques et psychologiques qui peuvent avoir des conséquences à vie et laisser les survivantes face à des choix impossibles, comme une grossesse, se confier à leur famille ou aux autorités et se faire soigner.
En avril 2025, Amnesty International publie un rapport qui décrit avec une trentaine de témoignages des violences sexuelles généralisées par les forces des Forces de soutien rapide. En mai, des experts de l'ONU publient un communiqué déplorant que les violences sexuelles continuent d’être utilisées de manière systématique comme arme de guerre au Soudan, et indiquent qu’au moins 330 cas liées au conflit avaient été documentés depuis le début de l’année.

### Nettoyage ethnique au Darfour
Plusieurs médias documentent un risque de nettoyage ethnique dans la région du Darfour-Occidental, entièrement sous contrôle des Forces de Soutiens Rapides et de leurs alliés. Les populations non arabes de cette région avaient déjà été la cible de crimes contre l'humanité lors du Génocide du Darfour. La volonté de faire du Darfour une terre arabe en massacrant les autres ethnies, qui avait animé les milices Janjawid, a probablement subsisté dans les FSR, qui sont en partie issues de ces groupes (le fondateur de cette organisation étant lui-même un ancien janjawid). Des reporters sur place ont rapporté des propos suprémacistes de la part des soldats des FSR. Le peuple Masalit semble avoir été la cible principale de cette tentative d'épuration ethnique, au cours de laquelle 10 000 à 15 000 personnes auraient été massacrées au cours des seuls trois premiers mois du conflit. Des attaques planifiées, coordonnées et exécutées par les FSR et des milices arabes alliées auraient visé des camps de déplacés, des écoles, des mosquées et des hôpitaux, ce qui pourrait constituer des crimes de guerre ou des crimes contre l’humanité, selon un rapport du panel d’experts de l’ONU.
L'armée soudanaise est accusée par le gouvernement américain de bloquer l'aide humanitaire transitant par le Tchad, cette dernière contrôlant la frontière tchado-soudanaise. Le ministère soudanais des Affaires étrangères favorable au gouvernement du général Al-Buhran rejette ces accusations et justifie la nécessité de contrôler cette frontière, principal point d'entrée pour les armes et les équipements utilisés par les FSR.
Le 5 mai 2025, La Cour internationale de justice rejette la plainte du Soudan contre les Émirats arabes unis (EAU), alléguant que les EAU ont violé la Convention sur le génocide en fournissant des armes aux Forces de soutien rapide et à d'autres groupes paramilitaires dans la région du Darfour.

### Politique de la terre brûlée
Selon la journaliste spécialiste du Soudan Gwenaelle Lenoir, la région occidentale du Soudan a été particulièrement dévastée, notamment par une politique de la terre brûlée largement mise en œuvre par les FSR. Cette pratique vise à la fois à terroriser les populations et à détruire leurs moyens de subsistance pour les chasser de leurs terres et en prendre le contrôle. Ces exactions s'inscrivent dans l'entreprise d'épuration ethnique de cette région visant les populations non arabes, principalement masalit.
La ville de Misterei, d'environ 40 000 habitants avant la guerre, a subi plusieurs incendies qui ont été observés et révélés par des photos prises par satellite par la NASA entre le 29 mai et le 2 juin 2023. Ces images sont corroborées par des témoignages rapportés par l'ONG Human Rights Watch, décrivant un assaut massif des FSR sur cette ville à l'aide de grenades, canons et mitrailleuses montées sur véhicules, suivis de massacres, pillages et incendies dans la ville. Des milliers d'habitants sont forcés de fuir vers le Tchad, à la suite de quoi même après l'abandon de la ville par sa population, les FSR continuent de mettre le feu aux maisons pour s'assurer que leurs occupants ne reviennent pas. Un grand nombre de villages aux alentours sont également brûlés, à tel point que la progression des FSR dans cette région laisse presque systématiquement des traces d'incendies visibles sur leur parcours.
L'armée soudanaise, pour qui ce théâtre d'opération est hors de portée, tente de freiner la progression des FSR avec des bombardements aériens, ce qui aggrave les destructions. Les zones contrôlées par les FSR sont aussi bombardées pour les empêcher d'établir une base arrière solide depuis laquelle ils pourraient lancer des offensives sur le reste du pays. Certains témoignages évoquent l'usage de barils d'explosifs pour ces bombardements, à la fois imprécis et destructeurs.

### Occupation de Khartoum par les FSR
Peuplée avant la guerre de sept millions d'habitants, la capitale soudanaise se transforme peu à peu au fil des affrontements et des bombardements en ville « fantôme ». Après deux ans de guerre, plus de la moitié de la population l'a évacuée, laissant des quartiers entiers détruits et inhabités. Des témoignages rapportent des devantures métalliques des magasins fermés, vides, criblés de balles, et des trottoirs défoncés sur lesquels s'entassent les décombres et des ordures.
En février 2024, une enquête de la chaîne qatari Al-Jazeera révèle de graves exactions commises par les FSR après leur prise de Khartoum. Elle indique que la milice a pillé marchés, maisons, entrepôts et véhicules et a utilisé la population civile comme bouclier humain pour se protéger des bombardements de l'armée. Selon la chaîne arabe, les multiples pillages aggravent la crise humanitaire qui frappe la capitale. Les FSR instrumentalisent l'aide humanitaire pour affamer et soumettre la population. De multiples cas d'arrestations, de disparitions forcées, de viols et de mariages forcés sont également rapportés.
En juillet, l'ONG Human Rights Watch publie une nouvelle enquête compilant les témoignages de 42 soignants et acteurs de terrain, faisant état de 262 cas de violences sexuelles dans la capitale soudanaise entre avril 2023 et février 2024. HRW accuse spécifiquement les FSR de crimes de guerre et de crimes contre l'humanité, et les deux camps de crimes de guerre pour leurs attaques sur le système de santé et le personnel médical. Selon l'ONG britannique, il est difficile d'évaluer l'ampleur des violences sexuelles en raison de la réticence des victimes à témoigner, par crainte d'être stigmatisées. Certaines victimes ont cherché, en vain, à interrompre leur grossesse lorsqu'elles sont tombées enceintes à la suite d'un viol.
En septembre 2024, des manifestations populaires éclatent au Soudan et parmi les communautés de réfugiés à l'étranger, célébrant les avancées de l’armée à Khartoum considérées comme un espoir de libération. Selon la chercheuse soudanaise Raga Makawi, même si les Soudanais connaissent les atrocités commises par l’armée et savent que les FSR sont à l’origine une excroissance de l’armée, le comportement des deux belligérants sur le terrain n’est pas comparable. En multipliant les exactions, les pillages et les viols, les FSR sont devenus « un ennemi public et une menace existentielle pour le peuple ». Mais malgré les avancées de l'armée, le général Dogolo jure que ses troupes ne se retireront pas de la capitale, et laisse des snipers postés dans les bâtiments pour entraver la progression de l'armée, qui visent également des convois humanitaires et des habitants à la recherche d'eau. En mars 2025, l'armée annonce la reprise totale de la capitale soudanaise. Si cette reconquête permet le retour de nombreux réfugiés les mois suivants, cette victoire a un goût amer pour une large part d'entre eux qui avaient participé à la révolution, et se retrouvent contraints de célébrer leurs anciens ennemis.
L'armée soudanaise découvre dans les zones de la capitale reprises aux FSR des fosses communes contenant des dizaines de corps en décomposition, tués d'une balle dans la tête, dont certains avec les os brisés. Des corps sont également extraits des égouts et d'un puits tandis qu'un autre charnier est découvert par l'armée dans le tribunal d'Omdurman. En août, des sources locales rapportent que plus de 2 000 corps ont été déterrés pour être ré-inhumés dignement par leurs familles.

## Traitement médiatique

### Désinformation
Le 14 avril, la page officielle des Forces de Soutien Rapide publie une vidéo concernant des opérations menées par l'armée de l'air soudanaise contre les Forces de Soutien Rapide. L'unité de surveillance et de vérification d'Al Jazeera affirme que la vidéo a été fabriquée à partir d'un jeu vidéo et publiée sur TikTok en mars dernier. L'unité affirme également que la vidéo montrant le commandant de l'armée soudanaise Abdel Fattah al-Burhan, inspectant le corps blindé, datait d'avant les combats.

### Traitement médiatique international
Alors que la crise humanitaire au Soudan est considérée par l'ONU comme la plus importante en nombre de victimes depuis la Seconde Guerre mondiale (plus de 25 millions de Soudanais en besoin urgent d’aide humanitaire en 2025), elle suscite peu de réactions à l'international contrairement aux guerres en Ukraine et à Gaza. À l'exception notable du rappeur américain Macklemore lors d'un concert à Château-Gontier-sur-Mayenne, peu d’artistes, d’élus, ou d’intellectuels médiatisés s'expriment publiquement sur cette guerre. L'une des raisons probables selon l’humanitaire Caroline Bouvard est la difficulté d’accéder au pays et de couvrir les événements qui s'y passent, ainsi que la complexité pour les journalistes d'en comprendre les causes, les enjeux, et d'en retirer un narratif simple. Selon François Sennesael, doctorant en science politique à l’université d’Oxford, l’explication serait plus d’ordre géopolitique : la région paie le fait d’être loin des grands enjeux économiques ou symboliques majeurs pour l'Occident. Selon Gérard Prunier, historien spécialiste de l'Afrique, les conflits africains sont généralement peu médiatisés, à l'instar de la guerre du Kivu qui secoue l'est de la république démocratique du Congo depuis 2003. L'attention portée au Rwanda a eu lieu après le génocide, bien trop tard pour l'empêcher ou le stopper.
Le 18 juillet, la journaliste de Courrier international Ingrid Therwath dénonce le cynisme des puissance étrangères à qui le conflit soudanais est « utile » pour pousser leurs pions dans une zone stratégique de l'Afrique et en exploiter les ressources. Ainsi selon elle, l'indifférence suscitée par le conflit soudanais sur la scène internationale ne résulte pas d'un oubli, mais d'un choix délibéré de tolérer cette guerre tant qu'elle reste contenue, voire rentable pour certains acteurs extérieurs.
La chercheuse Marie Bassi déplore pour sa part que les rares médias étrangers qui évoquent le conflit soudanais en livre une analyse simpliste d'une « guerre entre généraux », d’une « guerre ethnique », ou d’une « guerre par procuration », en faisant abstraction de ses raisons historiques qui remontent à l'indépendance du Soudan.

## Impact économique

### Destructions de l'économie soudanaise
Avec le conflit, le Soudan a vu sa population plonger dans la pauvreté, avec près des trois quarts des habitants vivant avec moins de 2,15 dollars par jour en 2024, contre un tiers en 2022, selon un rapport de la Banque mondiale. Ce rapport alerte également l'impact de la guerre sur le secteur agricole, vital pour le pays, ce qui contribue à l’insécurité alimentaire du pays. En mai 2023, le transfert d'argent, envoyé par les travailleurs migrants à l'étranger, est interrompu après que Western Union annonce qu'elle cesse toutes ses opérations au Soudan jusqu'à nouvel ordre. Pour autant, d'autre applications bancaires continuent d'être utilisées par les Soudanais, permettant ceux qui travaillent à l'étranger de soutenir leurs proches restés au pays. Selon la chercheuse Marie Bassi, ces transferts de fonds expédiés par des Soudanais à l'étranger aussi significatifs que l'aide humanitaire internationale. 
En février 2024, la rupture d'un oléoduc à environ 100 km de Khartoum provoque l'arrêt d'une large part des exportations pétrolières du Soudan du Sud, dont bénéficie aussi le Soudan qui perçoit un pourcentage sur le transit. En septembre 2024, le Soudan du Sud reprend ses exportations pétrolières transitant par le Soudan. 
À la fin du mois de juillet 2025, la livre soudanaise chute à un niveau record, s’échangeant à 3000 unités contre 1 dollar américain, contre 500 livres pour un dollar avant la guerre. Cette tendance s'explique par un déséquilibre croissant de la balance commerciale soudanaise, son économie étant largement paralysée par la guerre, et sa population très dépendante des importations notamment alimentaires, énergétiques, et médicales.

### Corruption
En 2023, l'année su début du conflit, le Soudan était classé était à la 162e place du classement « indice de perception de la corruption » de l'ONG Transparency International (qui classe un total de 180 pays) avec une note de 22/100, stable depuis l'année précédente. En 2024, le Soudan chute à la 170e place de ce classement, avec une note de 15/100, marquant l'impact de la guerre sur une situation de gouvernance économique déjà très dégradée. Renonçant à toute mission d'intérêt général pour s'accaparer le pouvoir au détriment de leur rival, les deux généraux tentent de prendre le contrôle de pans entiers de l'économie soudanaise pour les mettre au service de leur propre enrichissement. Selon la chercheuse Raphaëlle Chevrillon-Guibert, s'exprimant à propos de la guerre civile, « Les belligérants veulent le pouvoir pour accéder à des richesses, parce qu'au Soudan, il n'y a pas de richesse sans pouvoir. ». Les FSR et les force armées se seraient toutes deux livrées à des actes de corruption et à des pillages liés à la nourriture, aux médicaments, au carburant et même aux antennes paraboliques Starlink. Cette prédation généralisée entraîne le Soudan vers une économie de « checkpoints », où chaque activité créatrice de valeur ajoutée est susceptible d'être accaparés ou pillée par les belligérants.

### Narco-trafic
En août 2025, le think tank américain New Lines Institute for Strategy and Policy (en) décrit dans un article le Soudan comme un nouveau hub du trafic de captagon après la chute du régime Assad en Syrie qui auparavant jouait ce « rôle ». Car la guerre civile donne au Soudan les caractéristiques fréquentes d'un narco-État : un positionnement géographique proche d'un bassin de consommation (l'Arabie saoudite), un niveau de corruption très élevé, ainsi qu'un appauvrissement de sa population et un conflit qui pousse ses habitants à chercher d'autres sources de revenus, pour se nourrir ou pour s'armer. Et tandis que le nouveau gouvernement syrien médiatise la destruction de millions de pilules de captagon produites par son prédécesseur, les acteurs du conflit soudanais ont l'opportunité de récupérer cette manne financière. D'autant que de nombreux trafiquants syriens cherchent un endroit à l'étranger où mettre leurs stocks en sûreté et le Soudan est bien desservi depuis la Syrie en raison de liens diplomatiques et commerciaux anciens. 
Selon le New Lines Institute, trois sites de production ont été découverts par les autorités soudanaise depuis le début du conflit dont un dans l'État du Nil bleu avec une capacité production de 7 200 cachets par heure, et deux dans la banlieue nord de Khartoum avec une capacité de production de plus de 100 000 pillules par heure. Ces trois sites étaient contrôlés par les Forces de soutien rapide lorsque les paramilitaires contrôlaient ces zones, puis découverts par l'armée après qu'elle ait chassé ces derniers. Des saisies à Port Soudan et à l’aéroport de Khartoum semblent également attester de l’existence d’un marché à l’exportation. Mais les FSR en produisent aussi probablement pour leurs propres combattants, comme stimulant afin d'améliorer leur combativité sur le front.

## Impact culturel
Peuplé par des populations sédentaires depuis le mésolithique, d'une Histoire liées à celle de l'Égypte antique, le Soudan abrite un patrimoine culturel historique particulièrement riche, et possède cinq sites inscrits sur la liste du patrimoine mondial de l’humanité, notamment la cité de Méroé, capitale de la dernière période du royaume de Koush. Cette zone abrite la plus grande concentration de pyramides au monde, selon l’Unesco, entre 200 à 250, soit le double de celles érigées par l’Égypte voisine, mais plus petites puisqu’elles mesurent de 9 et 30 mètres de haut. Des fouilles archéologiques menées à Méroé ont mis au jour de nombreux objets précieux, notamment des statues, des stèles, des bijoux en or, des céramiques raffinées et des faïences. Un aperçu d’une partie des collections conservées au musée national du Soudan, qui abritait dans ses réserves 100 000 objets allant du paléolithique à la période islamique.

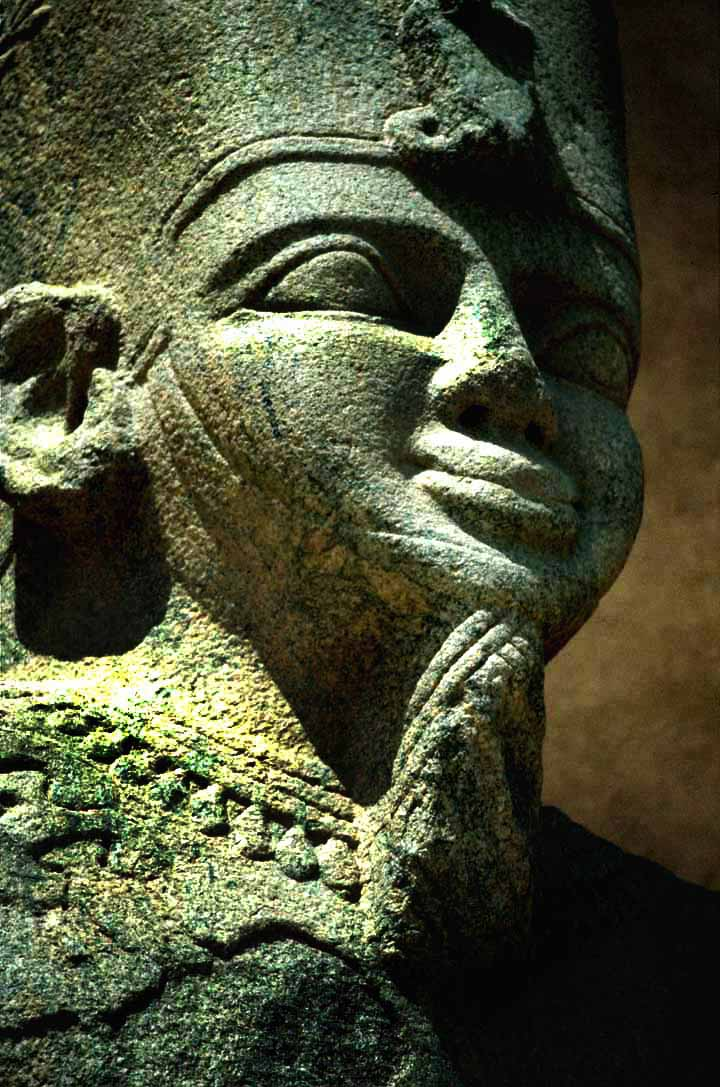
Colosses de Tabo au musée national du Soudan

Le 3 juin 2023, le directeur du musée déclare que des combattants soudanais ont pris le contrôle du musée national de Khartoum.
D’après Ikhlas Abdel Latif, directrice des musées à l’Autorité nationale des antiquités du Soudan, le musée national du Soudan à Khartoum a fait l’objet d’un important pillage documenté par des témoignages et des images satellites évoquant des antiquités chargées dans des camions dirigés vers l'ouest du pays. Le musée Khalifa (en) d’Omdurman ainsi que le musée de Nyala au Darfour auraient également subi des vols, non seulement d’antiquités mais aussi d’outils servant à la présentation des collections. Là, étaient exposés des objets liés au règne de Mohammad Ahmad Abdallah de 1885 à 1899, qui s’était autoproclamé le « Mahdi ». Le média Middle East Eye diffuse également des images des combattants miliciens attaquant le laboratoire de archéobiologie de Khartoum où sont conservés des squelettes humains de 3300-3000 avant J.-C.
Selon Ikhlas Abdel Latif, des objets archéologiques sont chargés dans des camions qui se sont dirigés vers des zones frontalières ; des informations confirmées par des images satellite. Ces antiquités soudanaises seraient par la suite revendues notamment sur internet en étant présentées comme des antiquités égyptiennes.
Face à ce constat, en septembre 2024, l'Unesco alerte sur le pillage et la destruction de musées et de sites archéologiques provoqués par le conflit, et appelle « le public et les membres du marché de l’art (...) à s’abstenir d’acquérir ou de participer à l’importation, à l’exportation ou au transfert de biens culturels en provenance du Soudan » , qui pourraient entraîner « la disparition d’une partie de l’identité culturelle soudanaise et compromettraient le redressement du pays ». L'Unesco réitère sa mise en garde en avril 2025. Selon le Jordan Times, l’attaque contre le patrimoine culturel soudanais ne serait pas qu’un dommage collatéral de la guerre, mais une tentative d'effacer son histoire et son patrimoine national.

## Arrêt des opérations et rapatriement des ressortissants
- Der Spiegel rapporte que l'Allemagne interrompt une mission d'évacuation d'environ 150 ressortissants au Soudan en raison des combats à Khartoum. L'armée de l'air allemande envoie trois avions de transport A400M pour cette mission le 19 avril. Les avions atterrissent d'abord en Grèce pour se ravitailler et devaient ensuite se rendre à Khartoum pour évacuer les ressortissants allemands lorsque la Bundeswehr a annulé la mission en raison de la reprise des affrontements et des frappes aériennes[124].

- Le président portugais Marcelo Rebelo de Sousa annonce le 23 avril, lors d'une conférence de presse avec le président brésilien Lula da Silva, que le Portugal collaborerait avec le Brésil pour entamer un « retrait rapide » des ressortissants portugais et brésiliens[464].

- L'Afrique du Sud annonce qu'elle commencerait à évacuer ses ressortissants du Soudan le 24 avril. Le président Cyril Ramaphosa déclare également que l'Afrique du Sud aiderait les pays voisins à rapatrier leurs ressortissants[465].

- La Corée du Sud déclare qu'elle envoie un avion militaire, transportant des soldats et du personnel médical pour évacuer ses 25 ressortissants au Soudan[124].

- Le ministre espagnol des affaires étrangères, José Manuel Albares, déclare que des avions militaires sont prêts à évacuer une soixantaine de ressortissants espagnols et une vingtaine d'autres ressortissants étrangers de Khartoum[123].

- La Tanzanie déclare qu'elle prévoit d'évacuer ses 210 ressortissants du Soudan[124].

- Le secrétaire d'État Antony Blinken confirme que tout le personnel américain de l'ambassade de Khartoum a été évacué[466]. Malgré la violence, la Maison-Blanche et le département d'État déclarent qu'il n'est pas prévu d'évacuer le personnel américain, mais exhortent tous les Américains à traiter la situation « avec le plus grand sérieux »[467]. Le président Joe Biden ordonne un déploiement supplémentaire de troupes sur sa base de Djibouti, en cas d'évacuation éventuelle du Soudan[123].

- Union européenne : Le responsable de la politique étrangère, Josep Borrell, confirme que tous les membres du personnel de l'UE ont été évacués[468].

- Programme alimentaire mondial : L'agence rattachée à l'ONU annonce qu'elle suspend toutes ses opérations au Soudan à la suite de la mort de trois de ses employés, lors d'affrontements à Kabkabiya, au Darfour du Nord. Elle confirme également qu'un de ses avions du Service aérien d’aide humanitaire des Nations unies a été endommagé, à l'aéroport international de Khartoum, lors d'un échange de coups de feu le 15 avril, ce qui, selon elle, a eu un impact sur sa capacité à déplacer son personnel et à fournir de l'aide aux populations à travers le pays[108].

## Tentatives de cessez-le-feu
Dès les premières semaines du conflit, une plate-forme de négociation est constituée à Djedda, en Arabie saoudite, sous la houlette de Ryad et Washington. Mais les accords successifs conclus entre belligérants, cessez-le-feu temporaires et corridors humanitaires, ne sont jamais respectés.
Le 16 avril 2023, des représentants des forces armées soudanaises et des FSR acceptent une proposition de l'ONU d'interrompre les combats entre 16h00 et 19h00 heure locale (CAT). L'armée soudanaise annonce qu'elle approuve la proposition de l'ONU d'ouvrir un passage sûr pour les cas humanitaires urgents pendant trois heures chaque jour à partir de 16h00 heure locale, et déclare qu'elle se réserve le droit de réagir si les FSR « commettent des violations ». Cependant, des tirs et des explosifs sont encore entendus pendant le cessez-le-feu, ce que condamne le Représentant spécial Volker Perthes.
Le 18 avril, le général Dogolo commandant des FSR déclare que les forces paramilitaires ont accepté un armistice d'une journée pour permettre le passage en toute sécurité des civils, y compris les blessés. Dans un tweet, il indique que la décision a été prise à la suite d'une conversation avec le secrétaire d'État américain Antony Blinken « et d'une sensibilisation par d'autres nations amies ». L'armée soudanaise affirme que les FSR prévoient d'utiliser ce temps pour couvrir une « défaite écrasante ». Un général de l'armée affirme ensuite à la télévision Al-Arabiya que l'armée avait accepté un cessez-le-feu de 24 heures qui débutera à 18 h heure locale (16 h en temps universel).
Le 24 avril, le secrétaire d'État américain Antony Blinken annonce, après d'intenses négociations, un cessez-le-feu de 72 heures à partir de minuit.
Le 1er mai, le chef de la mission des Nations unies au Soudan, Volker Perthes, annonce que les deux belligérants ont convenu d'envoyer des émissaires pour négocier.
Le 26 octobre, de nouvelles négociations sont organisées à Djeddah. Les deux parties en conflit acceptent d'envoyer des délégations se rencontrer en présence de représentants des pays de l'Igad,. Les délégations se contentent de réaffirmer la nécessité d'améliorer l'accès à l'aide humanitaire, sans parvenir à s'entendre sur un cessez-le-feu.
Le 10 décembre, à la suite d'une nouvelle médiation de l'Igad, les généraux en conflit déclarent accepter de se rencontrer dans un délai de quinze jours, marquant un potentiel tournant dans le conflit et le possible début d'une sortie de crise. Mais les jours qui suivent voient les combats se poursuive et l'armée soudanaise continuer de perdre du terrain face aux FSR qui atteignent la ville de Wad Madani le 15, qu'elles prennent le 21. Dès lors, un cessez-le-feu devient difficilement envisageable pour les deux camps : cela reviendrait, pour le général Dagalo à renoncer à exploiter son avantage sur le terrain, et pour le général al-Burhan, à admettre sa défaite.
En janvier 2024, des pourparlers sont organisés à Manama, capitale du royaume de Bahreïn, dont la neutralité est reconnue par les deux camps, incluant des « parrains internationaux » comme l'Égypte et les Émirats arabes unis. Mais ces discussions ne visent qu’à un cessez-le-feu et ne peuvent prétendre à une résolution du conflit à long terme. Le 7 février 2024, le patron du Bureau de coordination des affaires humanitaires des Nations unies Martin Griffiths annonce que les généraux en conflit ont accepté de se réunir sous l’égide de l’ONU pour parler des questions humanitaires.
Le 12 juillet, des délégations des deux camps se rencontrent à Genève sous la médiation du diplomate algérien Ramtane Lamamra, envoyé personnel pour le Soudan du secrétaire général de l’ONU, pour des échanges axés sur l’aide humanitaire et la protection des civils. Le 23, Washington annonce des nouveaux pourparlers de cessez-le-feu en août en Suisse. Le secrétaire d’Etat américain Antony Blinken indique avoir convié l’armée soudanaise et les FSR à ces pourparlers qui débuteront le 14 août, en Suisse. Le 12 août, l'envoyé spécial américain pour le Soudan Tom Perriello déclare que les FSR ont donné leur accord inconditionnel sur leur participation, mais pas les FAS. Le 24, le chef de l'armée Abdel Fattah al-Burhan confirme son refus de participer à ces négociations. Il se déclare prêt à combattre « pendant cent ans ». Tom Perriello obtient toutefois des FSR présents aux pourparlers l'engagement de garantir un accès sûr et sans entrave aux humanitaires sur deux routes clés, et l'application d'un code de conduite pour mettre fin aux crimes de guerre.
Le 15 avril 2025, soit exactement deux ans après le déclenchement du conflit, le Royaume-Uni accueille une conférence sur le Soudan coprésidée par la France, réunissant des représentants de pays considérés comme parties prenantes dans la guerre.
Le 11 août, le général Abdel Fattah al-Burhan et l’émissaire américain pour l’Afrique Massad Boulos se rencontrent à Zurich pour parler d'un cessez-le-feu et de l'acheminement de l'aide humanitaire au Soudan. Le chef de l'armée soudanaise, tout en affichant sa volonté de mettre fin au conflit en acceptant cette invitation américaine, réaffirme son refus de confier tout rôle politique aux FSR dont il réclame la dissolution. Selon le chercheur Roland Marchal, il était peu probable qu'une telle réunion maque une avancée récidive vers la paix alors qu'une seule des partie au conflit y était présente. C'est donc probablement l'acheminement de l'aide humanitaire qui en était l'enjeu principal, tandis que le général al-Burhan espérait probablement gagner des points diplomatiquement en assistant à cette réunion, et s'imposer sur la scène internationale comme le seul chef d'État légitime.